# 陰の実力者になりたくて!
『陰の実力者になりたくて！』（かげのじつりょくしゃになりたくて）は、逢沢大介による日本のライトノベル。Web版は小説家になろうにて2018年1月から掲載されており、書籍版はKADOKAWAより同年11月から刊行されている。イラストは東西が担当。略称は「陰実」。
「次のヒット作はこれだ！ 新作ラノベ総選挙2019」新文芸・ブックス部門（ブックウォーカー）では1位を獲得している。「ラノベ好き書店員大賞2019」文庫部門で3位を獲得している。『このライトノベルがすごい！』単行本・ノベルズ部門では2020年版で3位、2024年版で7位、2025年版で10位を獲得している。2025年4月時点で電子版を含めてシリーズ累計部数は650万部を突破している。
メディアミックスとして、坂野杏梨によるコミカライズ版が『月刊コンプエース』（KADOKAWA）にて2019年2月号から連載中で、スピンオフ漫画『陰の実力者になりたくて！ しゃどーがいでん』が同誌にて2019年9月号から2023年11月号まで連載。また、テレビアニメ第1期が2022年10月から2023年2月まで、第2期が2023年10月から同年12月まで放送された。完全新作劇場版である『劇場版 陰の実力者になりたくて！ 残響編』の制作が決定している。

## あらすじ
物心ついた頃からヒーローでもヴィランでもなく、文字通りヒーローを陰で助ける様な陰の実力者に憧れていた影野実は、学校では目立たない様に過ごしながら裏では最強の陰の実力者となる為の修行を積んでいた。やがて核兵器にも勝てる未知の力を求めて過酷な修行に臨む様になるが、高校最後の夏、修行帰りに幻覚を見た事でトラックに轢かれてしまい死亡。魔力のある異世界に男爵家の息子シド・カゲノーとして転生する。
転生してからの10年間シドは転生前と変わらず実力を隠しながら裏で修行を続けていたが、ある時修行と資金集めの一環で盗賊団を討伐した際、盗賊団が持ち込んだ悪魔憑きが発現した肉塊を見つけ魔力実験を施した所、何と悪魔憑きが治り肉塊がエルフの美少女に変化。シドは「恩を返したい」と言い出したエルフを納得させるためアルファと名づけ自身の配下とし、「御伽話に登場する魔人ディアボロスの復活を狙うディアボロス教団を潰す！」とでっちあげの設定を語って陰の組織シャドウガーデンを設立する。
ところが、シドが単なる妄想で語った筈の話の一連は“嘘から出た実”であり、何と魔人ディアボロスや教団は本当に存在していた。こうしてシドことシャドウ自身は事態を把握しないまま、シャドウガーデンはディアボロス教団との戦いに身を投じていく事となる。

## 登場人物
声の項はテレビアニメ版における声優。

### シャドウガーデン
シド・カゲノー / シャドウ / 影野 実（かげの みのる）/(ジョン・スミス)
声 - 山下誠一郎
本作の主人公。カゲノー男爵家の第2子。幼い頃から自分にとってのヒーローである陰の実力者に憧れて努力してきた。実は現代社会から異世界に転生した少年。このため、転生前の現代日本の知識を持っている。悪魔憑きを治療した少女達をノリで配下にし、シャドウガーデンを率いる陰の実力者設定を楽しみ、本人が定める「陰の実力者ムーブ」をその場のノリで実行しているが、自身がでっち上げた設定が実在し、自分が本物の陰の実力者になっていることは一切把握していない。普段は一般人のモブになりきって生活しつつ、裏では野盗を襲撃して金銭を奪い、陰の実力者としての設備を調えることを生業としている。
転生前の名前は影野実（アニメとWEB小説版では影野ミノル）。コミカライズ版のプロローグでは転生前は鍛えすぎてマッチョ体型になっていた（しかし、途中で普通の体型に戻っているなど描写が一貫していない）が、これは作画担当者の独自設定であり、原作で転生前を描いた「彼の名は影野ミノル」及びテレビアニメ第1話では、戦った敵のセリフで平均的な身長・体重であることが明言されている。同級生のアカネによると「黒髪黒目の平凡な顔立ちだが、いつも眠たげな瞳で目の下にクマがある。」「その名前の通り普段から陰の薄い生徒だった。成績は中の下、運動も中の下、部活には入っておらず、友人も少ないが話をする程度の知り合いはいる。彼はどこにでもいる、ごくごく平凡な目立たない生徒」であった。
求道者かつ愉快犯で、中二病ととれる言動をするが実際には魔力など超常的な力がまず実在しないことをわかっていながらそれを得なければ夢を叶えられないというだけでその習得に人生や命全て賭けるほどの狂人。陰の実力者になることを目指して転生前後に関係なく最早狂気ともいえる程徹底的に努力し、「いかなる力でも打倒できず、総合的な戦闘力はもちろん戦闘技術でも誰にも負けない存在になる」という本人の理想に一切妥協を許さず、その意欲と下地もあって武術や魔力の技術が極まり作品中最強の戦闘能力を得ているため、大概の敵を瞬殺している。ちなみに本人も（調子に乗ることはあるが）頭は良い方ではないと自認してどうでもよいと思ったことはすぐに忘れるようにし、七陰の一部の方が頭脳は上だと自覚しており、赤点をとらないモブを装える程度にしか鍛えていない。そのため、過去の自分の行動を覚えておらず他人事のように自分の言動を評したり、自分勝手な想像で事実とは異なる思い込みをすることがある。
世界最強を実現するために自分に様々な肉体改造を施しており、魔力の使用に適した肉体に作り変えたり、鍛錬に充てる時間を増やすため独自の魔力と瞑想を加えた短時間睡眠回復方法を開発してショートスリーパーにするなども行っている。魔力も異世界人は体内の魔力をそのまま放出しているのに対し、上述の肉体改造に加え、内燃機関のように体内で魔力を圧縮と爆発を高速に繰り返して蓄積することで高出力の魔力を生成している。
あくまでも自己満足を行動原理とし、陰の実力者としての美意識に拘っているため、一般市民を無意味に攻撃することはなく、基本的には犯罪などで危険な目にあっている人は正体を隠して助けており、人助けをしても金銭などの報酬や見返りを求めることもない。一方で悪党に情けをかけることはなく、犯罪者相手には金銭目的の強盗や窃盗を躊躇なく行い、自分の知識を活かして成功した友達という認識のガンマに対し、自分に見せた10億ゼニーのうち300万ゼニーを借りパクしようと目論むなど、自己満足のためならばシャドウガーデンの利益も含めて周辺の事情など気にせず、犯罪行為も躊躇いなく実行しており、自身の欲求しか頭になく良心すらあるか怪しい。本人曰くかわいそうだと思った人は助けて、殺してもいいと判断した者は始末するという自分ルールを緩く守っているとのこと。また、「兄弟は大事にした方がよい」と言った直後に「（兄弟が百人以上いるなら）一人ぐらい消えてもいいか」と納得したり、「（盛り上がっている戦いを途中で止めるという）自分も含めて人がやられたら嫌なことはしない」という考えから、その戦いの余波で学生もろとも寮や校舎が消えても仕方ないで済ませようとする、殺人事件やデスゲームのような状況で学園が阿鼻叫喚になるといった状況を周囲も楽しんでいると解釈するなど、非常にズレた倫理観や感性を見せる場面が多々見受けられる。自分の目的以外に興味を持たず、目的を果たすことを人命や常識よりも優先するなど、本質はサイコパスに近い。
妙なところで醒めている部分もあり、自分が子供の夢を追いかける狂人と世間から見られる存在であることを自覚していると同時に悪の組織なんて実在しないとも考えており、七陰はごっこ遊びの茶番であることを分かっていながら色々と設定を考えて律儀に付き合ってくれている友達であり、敵も（妙にノリのいい）野盗や犯罪者の類だとしか思っていない。
自分自身が努力によって強大な戦闘力を得ているためか、他人の努力は評価する一方、薬やアーティファクトなどによる安易な戦闘力の向上や力任せ、魔力任せの稚拙な技など、いわゆる「楽をする事、怠ける事」に対しては辛辣な言動になる。あらゆるものを切り捨ててまで最強を目指したため、他者に対する欲求をも切り捨てているという背景もあって恋愛どころか性的欲求すら皆無であり、自身の行為に対して他者がどのような反応をするのか無頓着なのが欠点だといえる。また、他人の感情を察することも苦手としている。
「普段は一般人のフリをしているが実は世界最強の存在」に憧れている狂人なので、シドとして行動する時は実力を徹底的に隠して地味なモブを装うことに徹し、正体を隠してシャドウをはじめ偽名を用いて行動する時はその実力を如何なく発揮して好き勝手に動いている。アンチヒーローらしい登場や活動だけでなく、「学園一の美少女に告白して玉砕する（相手側のアレクシア王女に目論見があったとはいえ、告白が了承されてしまい一時的に交際することになった）」「武闘会で優勝候補と対戦して無残に倒される（何度も攻撃を受け満身創痍ながらも不屈の精神で立ち上がり続け、相手に感銘を受けさせた）」「テロリストに反抗した者の見せしめとして最初の犠牲者となる（テロリストに斬られかけたローズを庇って代わりに斬られ、その後魔力で蘇生・回復したのだが、事件解決後奇跡的に一命をとりとめたことにした）」などモブらしい行動にも憧れて拘って技名をつけているほどであるが、本人の思惑とは逆に学園で（良くも悪くも）有名人になりつつある。
七陰を始めとしたシャドウガーデンのメンバーは、本来なら死を待つだけの悪魔憑きと呼ばれる状態から治療して救い、転生前のうろ覚えの知識や技能などを「陰の叡智」と称して教え、それらが七陰を中心とした人材の高い能力で再現・活用されることでとてつもない利益が生まれていることから、シャドウは卓越した頭脳や知識を持っていると解釈しており戦闘力は本物であることも相まって全員から崇拝レベルの忠誠心を得る一方で、シド本人は助けた恩もあって悪ノリに付き合ってくれる友達程度の感情だと思っている。部下たちは彼の言動に十手先を見通しているような感銘を受けるが、当人は何も考えておらず、思わせぶりの適当な言動や単なる独り言が、状況とたまたま一致したりするだけなのでスレ違いが生じており、視聴者視点からはコメディーリリーフにも見える。
日中は家族と過ごし、夜はアルファ達七陰の元を訪れて数年間衣食住の世話をしたり武術・知識・技能などを教えていることから、かなり面倒見が良いところも窺える。
また、前世において家の教育方針で嫌々ピアノを習い始め、その後は弾けたらかっこいいという理由で練習を続けて熟達しており、それがイプシロンにも伝わっている。
陰の実力者プレイのリセットが何度でもできる、という理由で永遠の命には肯定的であり、この思想をゼータに伝えたことでゼータ達の派閥が裏切り行為を働くきっかけを与えてしまっている。
『このライトノベルがすごい！』男性キャラクター部門では2025年版で9位を獲得している。
スライムボディスーツ、スライムソード
シドがシャドウガーデンを設立するよりも前に開発した装備で、シャドウガーデンではメンバー全員が使用する標準装備。デザインはそれぞれ自身がイメージしたものになっており、肌を露出している箇所やマフラーなどの装飾品の有無などの違いが存在する。この世界でのスライムは魔力を使って変形する液体状の魔物。それらを大量に狩り集めてゼリー状に固め、ボディスーツや剣として形成した装備である。
魔力伝導率が99%と非常に高い上に使用者の意志一つで自在に変形するので攻防一体の極めて使い勝手のいい装備。一部を切り離して発射することで、弓矢の様に遠距離攻撃を行うこともできる。また、色を変えることもでき、スライムの量を調整すれば外見を変化させて全くの別人になることもできるため、変装道具としても活用できる。
弱点として、性能の全てを魔力に依存しているため、魔力を封じられると単なる液体となって装備や服としての形状さえも保てなくなり、何の役にも立たなくなる。
開発当初は単に黒いスライムが全身を覆っているだけの状態だったが、後に改良されて各自のイメージによる装飾や模様が付き、ボディスーツらしい外見となった。コミカライズ版では開発当初は装飾の無いコートのような状態となっている。『マスターオブガーデン』では幼少期はデザインが統一されていたが、その後各々のイメージが取り入れられて違いが生まれていることが描写されている。
ちなみに、これを開発する前は目の部分に穴をあけたずた袋を被ることで顔を隠していた。
武術
シドは転生前の武術を元に、転生後の世界における一般的な流派よりもはるかに実戦的な戦闘術を身に着けており、それらを七陰にも教えたためシャドウガーデンのメンバー全員にその戦闘術が伝わっている。それ以外にも、基本に忠実な凡人の剣技、美しさに重点をおいたスタイリッシュな剣技、予備動作すら認識できない本気の剣技といった様々な剣技だけでなくバールや鋼糸を使う技などを考案・習得しており、それらと徒手格闘を組み合わせて戦っている。作中では魔力を駆使する魔剣士相手に魔力を用いず圧倒したり、「些細な動作のフェイントで強者に死んだと錯覚させる」「必要最小限の動きで攻撃を回避し、防御するだけで敵を手詰まりにさせる」といった武の極みともいえる域に達している描写もある。
テレビアニメ版では第1期第20話にて、戦闘中に拾ったバール2本を使った二刀流という原作に無い戦法を使用した。
アイ・アム・アトミック
Web版旧名アイ・アム・テポドン。「核（核兵器の爆発）で蒸発しないためには、自分が核になればいい」という発想で生み出されたシャドウの奥義。
スライムソードに魔力を集中した状態で突くことで、レーザーの如く一直線に伸びる光の奔流を生み出す。その威力は射線上の存在が塵も残さず蒸発するほど。派生奥義として足元に向かって発射し衝撃波で周囲を攻撃するアイ・アム・オールレンジアトミック、効果範囲内の対象を傷つけるのではなく治療・修復するアイ・アム・リカバリーアトミック、アイ・アム・アトミックレインなど。
少なくとも七陰が揃うまでは未完成の状態だったらしく、シャドウガーデン加入前のゼータを救出する際は「アイ・アム・アトミックもどき」という威力の低いものを使用している。
コミカライズ版では突いた瞬間に核爆発を彷彿とさせる巨大な爆発を起こし、地形を変えるほどの大穴を開けている。テレビアニメ版では更に破壊規模が広がり、突くのではなくその場で剣を振るって起爆している。アイ・アム・アトミックの時点で周辺一帯を爆破するような技となっているため、アイ・アム・オールレンジアトミックとの違いはほとんど分からなくなった。
加害範囲をある程度調整できる模様で、ゼノンに対して使用した際、近くにいたアレクシアには一切被害が無かった。テレビアニメ版におけるブシン祭でのベアトリクスおよびアイリスとの戦いでは、前述とは逆にミドガル王国全体を覆うほどの巨大な加害範囲を見せた（ただしこの時は本当に使用するつもりは無かったため、雲を吹き飛ばすだけのこけおどしで終わった）。
モブ式奥義四十八手
シド時に使用する、彼の考えるモブらしいやられ方（死に方）の数々。
攻撃を受ける直前に、事前に用意した血糊を使って出血を偽装しあたかも攻撃でやられたかのように見せかけたり、脳への血流を魔力で制御し心臓を止めての死んだフリなどができる。そのため外見は重症や致命傷を負っているような状態に見えても、実際は軽傷程度に抑えていたり、修行の成果や魔力による治癒によって本当に重傷でも問題無く活動できる。
シド本人はモブらしいと思っているようだが、大怪我を負っているように見える見た目のまま平然と復活するため、本人の思惑とは逆に目立ってしまっている。
元々は「モブらしい敗北」をするために編み出したものだが、敵などに襲われた場合に死んだフリやシャドウの姿への交代として使用する場合もある。
選抜大会のローズ・オリアナとの試合において使用した際は、四十八手全てを使うことにこだわり過ぎて何度も吹き飛ばされては復活するため、ローズに「不屈の精神で肉体の限界を超越し、絶対に勝てない相手に挑む」と感銘を受けさせ、シェリーには「何度も立ち上がる姿がカッコいい」と評価されていた。
偽名
- スタイリッシュ暴漢スレイヤー / スタイリッシュ盗賊スレイヤー

スタイリッシュ暴漢スレイヤーは前世時代、スタイリッシュ盗賊スレイヤーは転生後の幼少時に使用した不良や盗賊を狩っていた際の偽名であり、遠方にも遠征していた。
目的は装備や武術の確認も兼ねた腕試しや小遣い稼ぎだったが、その過程で西野アカネやアルファ、ローズ、ユキメなどを（結果的に）助けている。
- ジミナ・セーネン

声 - 緑川光
（アニメでは1期15話から登場)ブシン祭出場時に使用した偽名。実在した人物の名前や外見を使用しており、本物のジミナ・セーネンは帝国の貴族の御曹司ではあったが実力の低さを理由に勘当され、傭兵や護衛として金を稼ぎ流浪した末に、最後は悪魔憑きを乗せた馬車を、中身を知らずに護衛している途中で死亡している。その名の通り“地味な青年”。テレビアニメ版においては馬車の護衛の件は言及されず、「人知れず無気力に死亡」とのみ説明されている。
変装の目的は「一見雑魚に見えるが実は強者」という形で陰の実力者ムーブを行うため。変装用に製作した肌色スライムで顔を覆って変装し、頬をこけさせ猫背にするなど意図的に弱く見せている。当初は目論見通りに弱そうに見えつつも下馬評を覆しながら勝ち進んでいくが、途中で乱入し国王を殺害したローズが、ドエムの計画を壊すため自殺しようとしたところで、ローズに見せ場を奪われると考えて予定を変更、シャドウの正体を明かし、ローズを脱出させた。
書籍版やコミカライズ版ではスライムを顔に塗っただけの変装だが、テレビアニメ版では更にイータの発明品を使用している。
役目を終えた後もジミナの顔は保管しており、テレビアニメ版では自室にマスクが飾ってあるのが確認できる。また『しゃどーがいでん』では度々再利用し、ジミナとして行動することがある。
- ジョン・スミス

声 - 福山潤
(アニメ版では第二期から登場)ユキメと組んだ際に使用した偽名。自称スーパーエリートエージェント。雪狐商会のスーツと目元のみを隠す仮面をつけている。武器には魔力で強度を強化した鋼糸を使う。
変装の目的は敵対関係となった大商会連合とミツゴシ商会を偽札による信用崩壊であえて共倒れにして、自ら設立する新しい商会にミツゴシ商会のメンバー全員を取り込むことでミツゴシ商会のメンバーを守りつつ、「世界の商を支配する陰の大組織のボス」という形で陰の実力者になり、また最終的に「裏切ったのは実はミツゴシ商会を守るためだった」という陰の実力者ムーブを行うため。
途中デルタの嗅覚で見破られ、この時はジャガノートを倒す指示を与えることで帰還を遅らせやり過ごすが、その後アルファにシャドウだとバレたうえでミツゴシ商会と敵対する行動を取ったため、盲目的にシャドウを信仰するアルファ達さえ彼の意図を掴めず動揺した。
最終的に新しい商会の設立に用いる資金が、手紙でアルファ達に場所を教えてしまったことで回収されたため、ミツゴシ商会が生き残ったまま大商会連合だけが壊滅。ミツゴシ商会を守ることには成功したが、「世界の商を支配する陰の大組織のボス」にはなり損ねた。アルファ達には「ミツゴシ商会とシャドウガーデンの関係が露呈するのを防ぐため独自に行動した」と解釈されており、忠誠が揺らぐ事態にはならなかった。
テレビアニメ版では蒸気機関車が登場したため666番達やデルタ・アルファとの戦闘が列車内または屋根で行われ、鋼糸で剣を受け止めて勢いを殺す、戦闘の余波で吹き飛んだ瓦礫を鋼糸で巻き取ってぶつける、などの芸当を披露した。
役目を終えた後も仮面は保管しており、テレビアニメ版では自室に仮面が飾ってあるのが確認できる。また変装をしていないシャドウの姿でも鋼糸を用いる場面が増えており、たとえば第2期第12話ではラグナロクを鋼糸で拘束している。
『マスター・オブ・ガーデン』でのキャラクター「ジョン・スミス」でのキャラクターストーリーでは、騒動後にミツゴシ商会の模倣品である雪狐商会のスーツを着ている事に対抗心を抱いたガンマがスーツを用意したが、シャドウを模した隠し模様に宝石や金糸などの装飾品をあつらえるなど派手なスーツになり、「陰のエージェントらしくない」と全力で却下した。
- ジャック・ザ・リッパー

十三の夜剣を暗殺するため使用した偽名。標的が13人であるのにかこつけてか武器としてトランプを使い、これまたジョーカーをもじってか血塗れのピエロの恰好で変装している。
変装の目的は十三の夜剣の全滅をもって、ジャック・ザ・リッパーの名を伝説として歴史に残すこと。
以前変装したジミナ・セーネンとジョン・スミスはあくまでも暗躍する人間という体で行動していたため、戦闘能力をある程度加減していたのに対して、ジャック・ザ・リッパーは伝説（というよりも怪異）の存在とするために加減をしておらず、わざと斬られた後に傷を消したり、結界を素通りして移動したりと理不尽なまでの強さを見せつけている。またジャック・ザ・リッパーとして行動している際は一切声を出さないようにしている。
途中遭遇したアレクシアやカナデをからかったり、シドの姿で自身が行った行動の意味を解説したりしながら、最終的にホワイト伯爵の屋敷に乗り込み、地下の闘技場にて十三の夜剣を全滅させる。またディアボロス教団から送り込まれたミリアに対しては変装を解いてシャドウとして対峙。戦いながら治療を行い、ミリアを元の姿に戻して回収した。

#### 七陰（しちかげ）
アルファ
声 - 瀬戸麻沙美
七陰でも最高の頭脳と戦闘力を併せ持つ完璧超人。13→15歳。実質的な統括役を務めることもあってか七陰間でも敬称で呼ばれており、シャドウに対しては基本的に様付けをする（一部例外あり）シャドウガーデンの中で一人だけ呼び捨てにするなど、他の七陰よりも気安く接している。七陰全員に深い情を持ち、家族だと思っている。
シャドウに続く剣術の腕を持ち、彼の剣技を構成員にも分かりやすいように独自にアレンジした剣技を開発し、ラムダを通して構成員に教えている。
悪魔憑きによって身体が醜く崩れ、教会へ輸送中のところを盗賊に襲われて廃村に持ち込まれ、その廃村を更にスタイリッシュ盗賊スレイヤーに変装したシャドウが襲撃。盗賊を殲滅した後彼女を見つけたシャドウが魔力制御の実験台にして、実験の結果悪魔憑きが完治し体が元に戻った。この時恩を返すと言い出した彼女に対し、シャドウが陰の実力者ごっこにアルファを付き合わせるために、ディアボロス教団の話をでっち上げたのがこの物語の始まりとなっている。
ディアボロス教団の話を聞いた後は自分と同じ悪魔憑きを連れてきて、七陰として加入させていった。更にクレア誘拐事件の後は他の七陰と共に各地へ散った後、自分と同じく悪魔憑きとなった人物を治療しナンバーズなどのメンバーとして加入させていき、彼女を中心にしてシャドウガーデンという組織が、シャドウの与り知らぬところで巨大化していった。
独自に調査・検証することでシドが語ったでっち上げの設定や「陰の叡智」と称した転生前の知識が真実だと確信し、公私ともにシドに全幅の信頼を寄せている。そのため、シドに危害を加えるものには容赦がなく、また、アレクシアなどの女性絡みになると多少気になる模様であり、ミツゴシ包囲網の際に彼が一時期に離反した際も精神的均衡を保てなくなるほど、シャドウに依存している。自分の食べ物の好みを語る際も、味や食感ではなくその食べ物に関するシャドウとのエピソードを語るなど、その依存ぶりが窺える。
実は英雄オリヴィエの子孫であり、彼女や同じ子孫であるベアトリクスに容姿が似ている。
『かげじつ！せかんど』ではピアノなどの楽器を使う際、なぜか通常の楽器ではありえない謎の音程になってしまう他、ミツゴシブランドの服飾デザインを頼まれた際もなぜか動物の絵柄が入ってしまうなど芸術面で微妙なズレがある、という数少ない欠点が描かれている。
ベータ/ナツメ・カフカ
声 - 水瀬いのり
七陰の第二席。13→15歳。何かあるたびにシャドウの英雄譚を綴る白銀髪ショートヘアーのエルフ。アルファとは悪魔憑きとなる前からの知り合い。七陰の中でも1・2を争う程シャドウに心酔している。戦闘力は高いが戦闘そのものに興味はなく、自分なりの研鑽などは行わず教わった通りの戦闘術を忠実に守り様々な事をそつなくこなすため、二つ名は「堅実」。『マスターオブガーデン』では主にスライムで大型の弓矢を形成し、遠距離戦を行う。
シャドウガーデンに加入直後、人を殺すことに慣れずに寝られなかったところ、寝物語としてシャドウから様々な文学作品を聞かされている。後にそれらを元に自身の文才も活かして世間に出版したところ大ヒット。このため表舞台では多種多様なジャンルの作品を発表する男女問わず人気の売れっ子小説家ナツメ・カフカとして名声を博している。
売れっ子小説家という立場が情報を集め易い上に上流階級にも顔が効き、定期小説を掲載している「よみにち新聞会」の記者達のツテで一般では公表されない情報も収集しており、その結果偽装とはいえシャドウと恋人関係になったアレクシアの事情を把握し嫌ってはいるが、正体を明かさずにローズと共に友人関係になっている。
オリアナ王国の騒動の際は、黒キ薔薇に飛び込んだシャドウを追って飛び込み、シャドウの前世である実の世界にたどり着いている。そして兄妹という体で行動し、西野アカネを自分の世界に連れ帰った。
ナツメとしての演技中は物腰柔らかい第一印象を与えるが、腹黒なところもありアレクシアを言外に貶すことがある。
シャドウガーデンのメンバーの中で最も胸が大きく、谷間を見せつけるハニートラップに利用し相手から情報を引き出している。
イプシロンとはシャドウの取り合いとイプシロン側の一方的な敵視（理由は胸のサイズ）にいつしかベータもイプシロンに対抗意識を持ち始めた経緯により、事あるごとに対立している。テレビアニメ版では対立している場面にて周囲は特に気にしておらず、よくある光景ということが描写されている。また、オリアナ王国では芸術界における新進気鋭の二大巨頭としても二人は並び称されている。
イータほどではないが、かなり頭は回りほんの数日いた現実世界の日本語を学習し、片言ながら喋れるようになるほど。その関係で後述の712番の世話役となった。
書籍版1～4巻の巻末には「シャドウ様戦記」という名前でベータが書いたシャドウの英雄譚が記載されている。
テレビアニメ版では第2期第12話にて、実の世界に繋がる渦に飲み込まれたシャドウに対して仲間たちと共に呆然としている様子が描かれ、実の世界でも登場しなかったが、『かげじつ！せかんど』においてシャドウと共に行方不明になっており、原作通り実の世界に行った模様。
シャドウのことは様付けで呼ぶ。
ガンマ/ルーナ
声 - 三森すずこ
七陰の第三席。15→17歳。七陰でも最高といえる程卓越した頭脳を持つが、運動能力が低い藍色ロングヘアーのエルフ。シャドウによる商品と信用創造、紙幣の知識を得て、表向きはルーナと名乗り元々存在した「ルーナ商会」から名前を変えた「ミツゴシ商会」の会長兼「ミツゴシ銀行」の頭取を務める。
頭脳面は優秀だが、その反面よく階段を踏み外して転げ落ちたり、何もない所でも転ぶほどの運動音痴であり、二つ名は「最弱」。自身が他の七陰よりも弱いため後方支援を任されていることを理解してはいるが、本人はシャドウと並んでカッコよく戦いたいと内心願っている。シャドウガーデン内ではシャドウ、アルファに続く第3位の序列を持ち、2人とも不在もしくは指揮ができない場合は彼女が代行で統括する。
他の七陰と同様に強大な魔力を持っているため防御力や力は常識外れの域にあり、運動神経や戦闘センスのなさから技術の習得が無理だと悟ったシャドウから教わった「魔力をたくさん込めて叩き切る」というスタイルで、剣を魔力任せで無茶苦茶に振り回すことで一応戦うことはできる。戦闘センスの無さからデルタには見下されているが、その戦闘スタイルからシャドウ曰く「同類」。『マスターオブガーデン』では巨大な大剣を振り回して攻撃するが、勢い余って障害物に刺さったり、間合いが広すぎて空振りしたり、転んだ拍子に剣を投げて偶然攻撃になるなど、扱いは相変わらず。
シャドウガーデン加入直後は戦闘センスが全く無いことがコンプレックスとなっておりシャドウガーデンを脱退することも考えていたが、シャドウが「陰の叡智」と称して前世の知識を語ったことで武力ではなく知力で戦う決意を固め、現在の立場に落ち着いた。
シャドウを「主さま」と呼ぶ。
デルタ
声 - ファイルーズあい
七陰の第四席。13→15歳。黒髪ロングヘアーの犬系獣人。以前の名はサラ。七陰の中でも戦闘能力が突出しており、荒々しい戦い方をするが天性の戦闘センスを持ち、嗅覚や聴覚などの感覚器官はシャドウも種族差を痛感して自分より上と認めるほどで、潜伏や獲物の感知も優秀な生粋の狩人。その強大な身体能力と魔力によって建物を一刀両断するなど圧倒的なパワーを持つが、その反面知力は乏しく、搦め手に弱い。頭が悪くて戦闘技術を覚えられないというガンマとは正反対の理由でシャドウから技術の習得が無理だと判断され、ガンマ同様「魔力をたくさん込めて叩き切る」という魔力任せのスタイルで戦う。通常は手をスライムボディスーツで覆い爪を形成したり、他の七陰の武器を模して戦うが、本気になると"鉄塊"と呼ばれるほどの武骨で巨大な剣を形成して、それを振り回す。二つ名は『暴君』だが、他に「鉄砲玉」及び「特攻兵器」とも称されている。
戦闘力を至上としがちな獣人の中でも特に極端であり、シャドウを一目見て格が違う相手と悟るや服従のポーズを取って従順になり、アルファにも知能の差で負かされたために言うことを聞くなど自分より強い者には服従するが、弱い者には従わず、特にガンマは模擬戦などで叩きのめし見下している。アルファの場合は普段は言うことを聞くが戦闘中になると指示を受け付けなくなるため、威圧をかけて力づくで聞かせている。
「待つ」ということが非常に苦手で、獲物を前にすると我慢できずに勝手に襲い掛かってしまう。シャドウなどの命令なら制止できるが、待たせている間多大なストレスを感じて後で色々な物を破壊してしまう。
シャドウガーデンの目的やディアボロス教団との関係性などは全く理解しておらず、自分の体を直してくれたシャドウに対する恩義と上記の実力主義により、シャドウガーデンへの忠誠というよりもシャドウとアルファ個人へ服従している形で命令を聞いている。シャドウガーデンのことはシャドウを頂点とする群れと認識している。
羞恥心は薄いようで、リンドブルムでの戦闘においてスライムボディスーツが魔力を封じられて溶けた際、ビキニアーマーのような状態で辛うじて局部を隠して戦闘を続行している。テレビアニメ版第1期第14話のリンドブルムでの戦闘終了後や、その後の第20話、第2期第1話においてはスライムボディスーツを直しておらず、ビキニアーマーのような状態のままになっていた。第2期第6話にてようやく元に戻っている。
シャドウを「ボス」と呼ぶ。
イプシロン/シロン
声 - 金元寿子
七陰の第五席。15→17歳。魔力制御能力が群を抜いている水色髪ツインテールのエルフ。元々の身分は家柄もよく、才色兼備で文武ともに優秀な能力を示し、それを誇るほどプライドが高い性格だったが、悪魔憑きになったことで全てが崩壊し、その後シャドウに救われた。表舞台ではシロンという名前で、シャドウから教わった曲とピアノの腕を披露し、有名な作曲家兼ピアニストとして活動している。家系的な遺伝体質の子供体型にコンプレックスを持っており、天然物の爆乳の持ち主であるベータを敵視している。魔力の斬撃を飛ばすことを得意とする程の魔力制御から二つ名は「緻密」。『マスターオブガーデン』ではこの斬撃飛ばしの他、スライムで鎌を形成して戦う。
スライムボディスーツを一目見るや「盛れる」と判断し、魔力制御の訓練を誰よりも長期間行い、発育の良いベータを観察し続け、就寝時以外常にスーツを着用して理想のプロポーションを偽装し続けている。(カイやオメガをはじめとする直属の部下達は既にこのことを把握している。)しかし、シャドウ自身はその胸が盛っているものであると見抜いており、自分とは異なる方面での魔力制御技術に感銘をうけて時折凝視している。
普段構成員には厳格な態度で接しているが、シャドウと接する時はダダ甘えになり、会話もシャドウをベタ褒めしながらの長々しいものになる。
ちなみに卓越した魔力制御を身に着けるまでは、七陰の中でも頭脳と戦闘力共に下から二番目、総合能力でも上に二人いると自身が回想している。自分の能力が通じず、突出した長所が無いことに自分の立場が無い危機感を感じ、シャドウを誘惑する美貌を求めてスライムボディスーツによる体型の偽装を始め、この時の副産物として卓越した魔力制御を身に着けた。
ガンマと同様シャドウを「主さま」と呼ぶ。
ゼータ
声 - 朝井彩加
七陰の第六席。15→17歳。世界各地で諜報活動を行なっている隠密担当の、白髪ショートヘアの猫獣人。以前の名はリリム。
初見であろうとあらゆるものを器用に使いこなす究極の天才肌とも評されるほどの才能を持ち、二つ名が「天賦」。ただし飽きっぽい性格のため、一度身に付けてもそれを極めることはなく、詰めの甘いところがある。
金豹族という獣人の英雄の一族で、族長の家系にのみ伝わる教団に捻じ曲げられていない事実そのままの英雄譚を語られており、悪魔憑きになっても迫害されることはなく、治療法を捜し続けた。だが悪魔憑きの真実を隠蔽したいディアボロス教団の弾圧により一族が根絶やしにされ、囚われたところでシャドウに助けられた。この時父親からミドガル王国に治療ができる人間がいること、そこに使命があることを聞かされており、悪魔憑きを治療する手段を持っていたシャドウを使命と判断し、シャドウガーデンに加入することを決断した。
シャドウが永遠の命に肯定的であることを七陰の中で唯一知っており、承諾を得た上でシャドウに永遠の命を与え、世界を管理する神に仕立て上げるため、ディアボロスを教団よりも先に自ら復活させる裏切り行為を働き始めている。
デルタとは犬猿ならぬ犬猫の仲で、出会う度によく揉めている。
テレビアニメ版では登場が大きく早まっているが、第1期では各地で諜報活動を行っている様子が見られるだけで、本筋に介入することはない。第2期ではオリジナル要素が多い事もあり登場が多く、主に徒手空拳に、拳や脚にスライムで刃を形成して戦う。
『マスターオブガーデン』ではスライムで輪刀や圏などを形成して戦う。
シャドウを「主」と呼ぶ。
イータ/イータ・ロイド・ライト
声 - 近藤玲奈
七陰の第七席。15→17歳。技術面で優れているがマイペースな研究担当で茶髪ロングのエルフ。
シャドウの「陰の叡智」から聞いた「科学」に興味を持ち、「陰の叡智」を基に様々な研究開発を行っている。建築や研究など興味を持ったことについては寝る間も惜しんで没頭するが、その反面興味が持てない場合は無気力な状態で眠そうな態度をとり、時にはそのまま寝てしまう。
いわゆるマッドサイエンティストであり、「発展に犠牲はつきもの」と嘯いて仲間内でも薬や実験を仕込む。本編ではベータが、『かげじつ！』ではデルタとイプシロンが被害に遭っている。隙あらば、シャドウをも人体実験にかけたがっているが、シャドウに対してはことごとく失敗している。
七陰の中で唯一シャドウへの忠誠心が皆無であり、基本的に自分の欲望に従って行動している。前述のゼータの裏切り行為は、シャドウの言葉の意を汲んでの行動だが、シャドウの意を汲まずにシャドウに人体実験をかけようとしてる点においては七陰の中では一番の危険人物。このため、最新のメンバーである712番からは嫌われている。ただしシャドウの存在を重要視しているところは他の七陰と同様であり、彼から与えられる「陰の叡智」には貪欲な姿勢を見せ、『かげじつ！』ではアルファとの会話で「マスターは完璧」と語っていたり、『マスターオブガーデン』のイベントストーリー「付章:Truth Seekers」ではゼータに対し、命の質は平等ではないと説いたうえで「自分とマスターの命を天秤にかけるなら迷わず自分の命を切り捨てるべき」と語るほどであり、「自分はマスターの叡智に魅入られている」というようにシャドウという規格外の存在に魅了されていることがイータのシャドウガーデンに所属する理由となっている。
知能は間違いなく超のつく天才レベルであり、アカネ（712番）の日本語を少し聞いただけで、自分も日本語を流暢に話せるようになっている。
シャドウが発明したスライムの技術を応用して数種類のスライムを開発しているほか、表社会でもイータ・ロイド・ライトとしてミツゴシ商会の各支店の建築に携わり、「稀代の建築家」として名が知られている。また、ミツゴシ商会が油田を発見してからは、「陰の叡智」で聞いた「内燃機関」と、それを動力源とする「自動車」を再現できると開発に着手するようになる。
テレビアニメ版では登場が大きく早まり、自分の身長並の巨大なスパナを引きずって歩く姿や、シャドウがジミナ・セーネンへ変装する際に自分の発明品を設置し、台車で運ばれて退場する姿を確認できる。また服飾ブランド「コム・サ・デ・ミツゴシ」のデザイナーとしても活動しており、その洗練されたデザインに人気を博している他、シドにも街頭モデルとして、ガンマ経由で無償で提供している。
書籍版5巻の巻末には「イータの研究日誌」という名前でイータ視点が語られている。
『マスターオブガーデン』ではスライムで大量の刀剣を形成し、振るうのではなく飛び道具として射ち出し遠距離攻撃を行う。
シャドウを「マスター」と呼ぶ。

#### ナンバーズ
ニュー
声 - 内田真礼
ナンバーズの一人。18歳。元はミドガル王国貴族の侯爵令嬢。人間としては珍しく悪魔憑きが発現し、それにより迫害され存在を消されてしまったが、シャドウガーデンによって治療され救われた。変装と拷問が得意。
普段はミツゴシ商会のスタッフとして仕事をしており、時折学生に変装してミドガル王国魔剣士学園に潜入し、シドへ状況報告を行う。また、シャドウ直属の隠密及び雑用係という役割を与えられており、自分の仕事で動けない七陰に代わってシャドウの指示に従っている。
テレビアニメ版では第2期第5話にて、ガンマの年齢（17歳と自分より年下）を知らなかったのか、或いは別に年齢の問題では無いと思ったかアルファが年齢を口にした際思わず「え？」と聞き返している。また第2期第8話ではヒョロとジャガにたいしてヤクザのような口調で尋問を行う様子が見られた。
『マスターオブガーデン』で初めて治療された人間で、本名ニコレッタ・マルケス。
ラムダ
声 - 長谷川育美
ナンバーズの一人。23歳。イプシロンが初めて解呪し助けた褐色のエルフ。右眼は失明しており、常に瞑っている。
元ベガルタ帝国軍所属の高位軍人であり、本名ジナイーダ。教導官も勤めていた経験を活かしてシャドウガーデンでは新メンバーの教育係を務める他、諜報員として活動していた頃の知識から各国の風土や情勢に詳しく、時には軍事顧問としてアルファから相談を受けている。七陰列伝第3部1章では正式に「軍令部」として動き出し、デルタのかくれんぼ(隠伏)技術を構成員に仕込んでいる姿も見られた。
原作では新メンバーの教育に集中し、アレクサンドリアの外に出ることは無いため表立ってシャドウとの絡みは無いが、『マスターオブガーデン』の七陰列伝にて初対面を果たしており、交流でも彼女と会話することができる。ちなみにシャドウが彼女に逢った第一印象は「鬼軍曹」。外で活動する際はスーツ姿になる。
テレビアニメ版では大幅に出番が増えており、第2期第1話にてシャドウや七陰たちの会議の中に参加しており、絡みが生まれている。また第2期第8話ではビーチバレーの審判や、影絵を使った演劇で地の文を読んだりなど雑用をこなしている。第2期第10話ではバスガイドに扮して部下をオリアナ王国に送り込んでいた。
カイ
声 - 南真由
ナンバーズの一人で、イプシロン直属の部下。エルフ。右眼は失明して眼帯を付けており、前髪で隠している。
『マスターオブガーデン』では彼女の過去と、シャドウガーデンに入団するに至る経緯が語られている。
本名はカレン・フォン・ヘルツォーク。ベガルタの古参貴族・ヘルツォーク家の現当主。同時にベガルタ七武剣の1人にしてディアボロス教団の1stチルドレンで「流星（ながせ）のカレン」の異名を取る槍使いだった。
ヘルツォーク家は代々ディアボロス教団により、癒着関係であったベガルタ帝国内の情勢を安定させる役目を任され、カレン自身も帝国の安寧のためと教団への忠誠心は高く、領民を思う品行方正な領主として銘は高かったが、カレンが悪魔憑きとなったことで同じく1stチルドレンであり、ベガルタ七武剣の一人でもある「闘剣嵐武」セルゲイ・ゴーマンの、ラウンズ達「円卓会議」にすら報告していない背信行動により一族郎党皆殺しにされてしまい、その時に右眼もセルゲイに斬られて失明。
悪魔憑きにより右脚が腐りながらもベガルタ帝国兵を退けていたが、セルゲイには敵わず命運尽きかけようとしていた所に、油田調査に赴いた際に偶然居合わせたガンマとイータに助けられた。のちに完治してアルファとの試合を経てシャドウガーデンに入団。ベガルタ帝国での作戦後、働きと実力を認められナンバーズの「カイ」となる。
嘘が苦手、かつ融通が利かない性格のため、不都合なことも正直に話してしまう。『かげじつ！せかんど』ではガンマから自分の剣技の評価を聞かれた際、剣技の杜撰さを正直に話そうとしてオメガに突っ込まれている。
書籍版第6巻にて、普段は高級バーのバーテンダーとして働いていることが判明した。
テレビアニメ版では大幅に出番が増えており、リンドブルムにおける女神の試練の際はナツメに変装したベータを人質にする演技を行い、ジミナ・セーネンへの変装の際はイータの発明品を動かすため自転車を使った人力発電を行った。また第2期第8話ではオメガと共に店員として勤務したり、映像のアテレコを行うなど、雑用をこなしている。
オメガ
声 - 前川涼子
ナンバーズの一人で、イプシロン直属の部下。褐色のエルフ。右顔と右半身にタトゥーを彫っており、右眼が緑で左眼が黄色のオッドアイ。同じイプシロン直属であることから、カイと2人組で行動することが多い。
『マスターオブガーデン』では彼女の過去と、シャドウガーデンに入団するに至る経緯が語られている。
かつてベガルタ帝国の高位軍人で本名オリガ。ラムダと同期であり、同じく教導官も勤めていた。愛国心のあったラムダと違って帝国に対する忠誠心は皆無であり、機械的に実務をこなしていた。しかし悪魔憑きになった事でディアボロス教団に引き渡され、護送で学術都市ラワガスを通過していた所を偶然ラワガスの調査に赴いていたイプシロン達に救出され、成り行きでシャドウガーデンに入団。その後のベガルタ帝国での作戦で実力と実績を認められ、ナンバーズの「オメガ」となる。
テレビアニメ版では大幅に出番が増えており、ジミナ・セーネンへの変装の際自転車を使った人力発電を行うカイをサポートし、また第2期第8話ではカイと共に店員として勤務したり、映像のアテレコを行うなど、雑用をこなしている。
ミュー
ナンバーズの一人。表向きはミドガル学園の医務室に勤務している医師。ダークエルフ。
パイ
ナンバーズの一人で、デルタ直属の部下。白と黒の体毛と青い目を持つ、シベリアンハスキーを彷彿とさせる外見の獣人の少女。
「〇〇ですぅ～」と語尾を伸ばす口癖がある。
デルタと同様、シャドウに対しては出会った瞬間服従のポーズを取った。
イオタ
『マスターオブガーデン』「七陰列伝」第2部第4、7章にて名前のみ登場。貿易都市グラズヘイムで諜報活動の任に就いており、ガンマが近隣のベガルタ帝国マドリーでカレン（カイ）を救出した際に逃走に体力を使い果たしたため、迎えに来てもらうために連絡を取った。第3部1章における組織再編では正式に「経営部」を取り仕切るガンマの直属となっている。
元々はミドガル王国カゲノー領内の森で静かに生活していた「森ガール」であったが、悪魔憑きになった所をアルファが治療してシャドウガーデンに入団した経緯があり、ガンマの直属になりミツゴシ商会のレコード形式ラジオ番組「スプラッシュ・マリーナ」にて、ミツゴシ商会公式インフルエンサーDJ「ノウェム・シルワ」として、ミツゴシ商会の宣伝活動をしている。
元々は地味な性格だったが、DJとして各地の都会で活動している内にパリピな性格へと変わっていた。
その為付き合いの長いガンマには砕けた接し方をするが、一方で自身の治療を行ったアルファに対しては最大限の敬意で接している。
シグマ
『マスターオブガーデン』メインストーリー2章にて名前のみ登場。主に酒場などの諜報活動の任に就いている。第3部1章の『シャドウガーデン改造計画』では「情報部」としてベータの麾下に組み込まれている。
第3部8章にて登場。秘境の国ワコク出身のダークエルフで、ワコクの秘密部隊「ニンジャ」であった。悪魔憑きになった事で国から逃亡し、ミドガル王国でディアボロス教団に捕縛された所をシャドウガーデンに救出されて悪魔憑きを治療された。
実はベータの表向きの立場である小説家ナツメ=カフカの大ファンであり、救出直後は戦う意志が希薄だったがナツメの小説の影響で生きる活力を取り戻し元々の戦闘技術も相まって比較的早いスピードでナンバーズ入りを果たした経緯を持つ。
ベータから寡黙で取っ付きにくいと評されているが、心の内や一人で居る時には奇声を上げたり小説を読んで転げ回ったりするなど実はどちらかと言えばかなり賑やかな性格。またミツゴシ商会の福利厚生や商品に囲まれた生活を満喫しているため私生活は自堕落だが公私は分けるタイプであり、その自制がベータからの印象に繋がっている。
対してはイータに対しては発明品の実験台にされて幾度も死にかけた思いをしたため苦手。
ウィクトーリア / 559番
声 - 伊藤美来
シャドウが長距離散歩中に悪魔憑きを治した少女。番号は559番。七陰以外でシャドウから直接力を授かった数少ない一人。そのためか加入して約1年で上位メンバー候補と目される程優秀だが、「忠実なる下僕」を自称するほどシャドウに狂信的。イプシロンからも「やり過ぎ」といわれているが、シャドウ曰く「元は虫も殺せないか弱い女の子」。かつては「聖女」と呼ばれていたらしい。
『マスターオブガーデン』では七陰列伝10章5話で目隠しした状態で聖女を務めている、悪魔憑きを発現する前のウィクトーリアが登場。異端審問組織「テンプラー」の総指揮者でもあり、剣の腕も立つ。
その後13章においてゼータと初対面し、自分達が再び会うことになる、と未来を予言するような発言をした。のちに予言通りに再会し、ゼータが元悪魔憑きなことや、悪魔憑きを完治させる方法があることを知り、今まで悪魔憑きを救済できなかった自身の聖女としての在り方に疑問を抱くようになる。その後自分が悪魔憑きを発症し、前述通りシャドウに助けられた。
同じく七陰以外でシャドウから力を授かった666番（ローズ）のことはシャドウの害あるいは汚点になるのではと警戒しており、ディアボロス教団の策略によって彼女が捕縛された際は即座に任務を妨害した害ある者と判断、裏切り者扱いし切り捨てようとした。
のちに永遠の命を求めるシャドウに応えるため、ゼータと共にディアボロスを復活させる裏切り行為を働き始めている。
テレビアニメ版では第1期第20話にてガーデンメンバーの訓練風景に一瞬、第2期第6話にも目元が髪に隠れて確認できない状態で登場。ゼータの諜報活動に同行していた。その後第9話にて本格的に出番となる。
664番
声 - 富田美憂
真面目な小柄のエルフで、ジョン・スミスと対峙した時には665番・666番と小隊を組み分隊長を務めていた。独断専行の多い666番をよく咎めている。ローズが強き王になるために使用人として派遣される。
テレビアニメ版では第1期第1話と第20話にてわずかに登場し、第2期にて本格的に出番となる。テレビアニメ版では独断専行の多いローズや任務中でも好き勝手に行動する665番を咎めるなど、苦労人のような一面が描かれている。
665番
声 - 羊宮妃那
666番の同僚エルフ、こちらはのんびりとした性格。664番と同様に使用人として派遣される。
テレビアニメ版では第1期第1話と第20話にてわずかに登場し、第2期にて本格的に出番となる。テレビアニメ版では任務中でもこっそり食べ物を口に入れているなど食いしん坊な一面が描かれている。
711番
後述の712番（西野アカネ）の前の最も新しいメンバーである小柄な少女。両親に関して、悪夢にうなされる過去があり、その経験からもう泣かないと誓っている。

### ミドガル王国

#### カゲノー男爵家
クレア・カゲノー
声 - 日高里菜
シドの二つ年上の姉。17歳。一時期悪魔憑きの兆候があり、シドが真実を隠して治療を行ったことで発現する前に完治したものの、それを知ったディアボロス教団のオルバに誘拐された経験がある。
シドについては色々と怪しんだり無意識にその力を感じとったりしているが、本人も自覚していない。そのためシドの演技に騙され、成長がみられない不出来な弟として日頃剣の訓練でしごいている。悪魔憑きを完治した際の副作用で、本人も気付かない内に魔力が向上しており、シドの動きを参考にして魔力の制御や剣術も研鑽している。高い技量の剣さばきも相成ってアイリスから目をかけられており、卒業後は紅の騎士団にとスカウトされている。
シドが策略による冤罪で捕まるとアイリスに無実を訴えるなど、嫌っているわけではなくむしろ熱狂的なまでのブラコン。庇護対象であると同時に将来を不安に思っているので、シドにとっては有難迷惑な世話をやいていて煙たがれることも多い。
七陰とナンバーズを含む一部の構成員からは「シャドウ様の姉君」として庇護対象になっており、ミツゴシ商会系列の店を利用する際はこっそりサービスをすることがある。
ブシン祭に出場しており、優勝候補のアイリスがジミナに倒された上そのジミナがシャドウの正体を現して事実上棄権となったため、その後優勝した。
無法都市でのエリザベートとの戦闘でアウロラに「憑依の契約」を一方的にさせられた際に右手に契約の紋が刻まれており、以後は包帯を巻いて隠している。
学園テロ事件時にニーナの手によってゼータの元へ運ばれ、ディアボロス復活のための触媒とされて右手に新たな魔法陣を刻まれる。書籍版第6巻の時点ではいつ覚めるか分からない昏睡状態となっている。
テレビアニメ版ではシドの冤罪を晴らすため、殴り込みをかけようとして羽交い絞めにされるなど、行動がより過激になっている。その結果、ローズの出番が原作よりも早くなった。また第2期第3話にてアウロラと契約する際、何故か学校の体操服とブルマを着た状態になっていた。
オトン・カゲノー
声 - 間宮康弘
カゲノー男爵（シドの父）。ハゲなのでシドも遺伝するのではないかと恐怖している。無駄に格好つけようとダンディズムを気取るので周囲からは呆れられている。
クレアの誘拐時にも空気を読まずダンディズムを気取ろうとしたため、妻に殴られている。
テレビアニメ版第1期第20話では原作に無い登場をしており、姿は確認できないが相変わらず妻に殴られている。
オカン・カゲノー
声 - 中原麻衣
カゲノー家夫人（シドの母）。実年齢よりも若い見た目をしている。夫に対して容赦がなく、クレアが誘拐された事件では夫が無駄なダンディズムを発揮したのでタコ殴りにした。
テレビアニメ版第1期第20話では原作に無い登場をしており、姿は確認できないが相変わらず夫を殴っている。

#### ミドガル王国魔剣士学園
アレクシア・ミドガル
声 - 花澤香菜
ミドガル王国の第二王女。15歳。剣の腕は平凡であり、周囲には王国最強であるアイリスの剣の腕と比較され「凡人の剣」と貶められている。姉のアイリスを愛している反面、比較され続けて劣等感を抱いており、自分の剣が嫌いと語る。
世間では人柄がいい姫様と思われているが、それは演技であり実際はひねくれた性格をしている。しかし悪人ではなく友達想い。
婚約者候補であるゼノンを「欠点が無いのがおかしい」という理由で嫌っていて、彼との婚姻を避けるため誰かとの交際が必要であったため、シドの告白が本気ではなく罰ゲームによるものだと知りながらもシドの剣が自分と同じ「凡人の剣」であったことから受け入れる。シドを金で釣るなど実際は恋人というよりは主人と飼い犬という関係性であったが、本音をさらけ出せる相手でもあったので次第に仲間意識を抱くようになるが、対するシドは特に何とも思っていなかった。
その後、アレクシアの血を狙い正体を現したゼノンによって地下に幽閉され、同時に行われた実験によるミリアの暴走によって脱出するものの、途中ゼノンに追い詰められてしまう。そこでシャドウと遭遇し、ゼノンがシャドウに全く歯が立たずアイ・アム・アトミックによって蒸発させられるところを目撃。その後アイリスに救出された。この時本質は自分と同じ「凡人の剣」でありながら圧倒的な強さを持つシャドウの剣技を目撃し、自分が理想としていた剣術がゼノンに勝つ光景を見せられたことで、劣等感が払拭され自分の剣の腕に自信が持てるようになった。
事件が終わるとアレクシアは恋人関係を続けようと申し出るが、シドから爽やかな笑顔で断られたのでアレクシアも爽やかにシドを滅多斬りにした。また、事件を通してディアボロス教団の存在を知り、その実態を確かめるために行動するようになる。シドにフラれ、滅多斬りにしたにも関わらず、勝負下着の購入を考えるなど未だにシドのことは諦めていない模様。
仮でもシャドウと恋人関係を結んだことからベータからは嫌われ、アレクシアもベータの腹黒を察知して嫌っているものの、リンドブルムにおいて話の流れで、その正体に気づかないままローズと共に友人関係になる。
しかしブシン祭においてローズはドエムの策略によって身を隠さざるを得なくなったため、交流はあっけなく断絶。この出来事をきっかけに自分の無力を自覚し、自分のできることを増やすため勉学に励むようになった。
シェリー・バーネット
声 - 会沢紗弥
学生ながら「王国随一の頭脳」との呼声が高い才女。16歳。アーティファクトに関わる研究をしている。
母親であるルクレイアを亡くし、副学長のルスランに引き取られた。仲は良好でルスランを実父のように慕っている。
シドのことは突然チョコレートを渡され、それをルスランに一目惚れによるプレゼントと指摘されたことから意識するようになる（が、当のシドは通りすがりの人に何も考えずチョコレートを渡しただけなので認識すらしておらず、その上自分がチョコレートを誰かに渡したこと自体を忘れてしまっていた）。
隠れて行動しているつもりでもスリッパ（媒体によってはローファー）で足音を立てる、独り言を繰り返して敵に聞かれる、自分がサポートされていることに一切気が付かず全て気のせいで済ませる、などかなりのドジ。
学園占拠事件においては強欲の瞳を制御するアーティファクトの研究を行っていたため、教団に狙われてグレンとマルコに助けられ、またシド（シャドウ）のサポートの元事件解決の為行動する。ルスランの無事を願って行動していたものの、事件の最後にルスランがシャドウに殺害された場面を目撃。ルクレイアを殺害したのがルスランであること、自分がアーティファクトに関わる研究をしているのはルスランの差し金であること、そもそも学園占拠事件の元凶がルスランであることは一切知ることは無かった。その後留学の為ミドガル王国魔剣士学園を去った。
テレビアニメ版第1期第20話では原作に無いその後が描かれており、自室にてシャドウへの復讐心に駆られ、精神的に病んでいることが描写された。
『しゃどーがいでん』では学園占拠事件が起きてないため現在もミドガル王国魔剣士学園に在籍しており、ルスランと共に暮らしている。またルスランが死亡していないためシャドウへの復讐心も存在しない。
ローズ・オリアナ / 666番
声 - 白石晴香
芸術の国オリアナ王国の王女。17歳。留学中のミドガル魔剣士学園では生徒会長を務める。芸術の国出身でありながら芸術ではなく剣の道に進み、アイリスが卒業した後の学園最強の魔剣士の座についている。芸術の国では剣は野蛮とされており誰にも評価されていないが、特に気にしていない。
アレクシアとは違い、裏表のない好人物。
幼い頃、誘拐されたところをスタイリッシュ盗賊スレイヤーに変装したシドに助けられたことがある。この時の剣技に美を感じたことで、剣の道を歩むこととなった。
学園でもシャドウガーデンに成りすました教団の学園占拠事件においてシドにかばわれ、この時かばった理由を勘違いしたことからシドを慕い始める。作品の中でも最もシドと縁があり慕っているキャラの一人なのだが、上記の通り相手が他人に恋愛感情を持てないシドなので想いが通じるかは難しいところである。
後にリンドブルムにおいてディアボロス教団の存在と目的を知り、また武神祭においては自分の婚約者であるドエム・ケツハットがディアボロス教団の関係者であること、父親であるオリアナ国王がドエム・ケツハットによって傀儡と化していることを知り、ドエムを刺して逃亡。逃亡中の時点で悪魔憑きの兆候が現れていたがシャドウによって治療・強化され、武神祭の会場に戻り自ら国王を殺害。さらに自殺しようとするがジミナの変装を辞めたシャドウに止められる。その後シャドウの手引きで再び逃亡し、国王を殺害した罪によって路頭に迷ったところをアルファに勧誘され、オリアナ王国を救うために666番としてシャドウガーデンの一員となった。祖国を救おうとする焦りがあるのか、独断専行をよく行っては664番に怒られている。シドには国王を殺害したことについて「国王を殺して、独力で王になる野望を持つ」と誤解され、「自分と同じく他者からは理解できない夢をもっている」というこれまた誤った共感からサポートされている。
書籍版4巻以降はディアボロス教団の策略によって捕縛され、国王殺害とドエム殺害未遂の免罪を条件に無理矢理ドエムと結婚させられそうになるが、「独力で王になる野望を諦めた」と誤解したシャドウによって救出され、母レイナの裏切りを知りショックを受けながらも（シャドウがうっかり落とした）「契約の指輪」を入手。指輪に込められたオリアナ国王の遺言を流し、ドエムの悪行を告発した。その後オリアナ王国の女王となり、ディアボロス教団に対し国民を巻き込んで対立することとなる。
テレビアニメ版ではシドの冤罪を晴らそうと暴走するクレアを止めるため、原作よりも登場が前倒しになっている。また第1期第1話において一瞬かつ後ろ姿のみで、髪を短髪に切った666番としての彼女の姿を確認できる（同一の剣を腰に下げているため、判別は可能）。
シャドウはローズがシャドウガーデンの一員になったこと自体を知らないため666番として出会ったことは無いが、『マスターオブガーデン』ではスライムスーツを着用した状態のローズと会話が可能。
ヒョロ・ガリ
声 - 松岡禎丞
シドのモブ友達。ガリ男爵家の次男でいわゆる悪友の部類にあたり、シドに相談せずに勝手にコトを進めるトラブルメーカーであり、大抵この男の行動がきっかけで話がはじまる。3人の中で仕切り役にあるが、いざ本番になると怖気付くヘタレ。ギャンブル好きで、楽して金を得たいとギャンブルに大抵持ち金全てを賭けるが、絶対勝てる試合も負け試合にするほど運の神に完全に見放されており、毎回無一文になる。
ジャガ・イモ
声 - 松重慎
シドのモブ友達。イモ男爵家の次男。ストーカー気質があり、相手の事を交友関係から下着の色まで徹底的に調べている。実家の領地がジャガイモの産地である模様で、なにかとヒョロにジャガイモを分けている。
ジャガイモだけでなくサツマイモにも詳しく、『しゃどーがいでん』ではシドに焼き芋の焼き方を教えていることがシドの口から語られている。
ニーナ
クレアの同級生。シドのことを「弟くん」と呼ぶ。
実はゼータの部下であるが、自由に動けるという理由でシャドウガーデンには所属していないことになっている。
クリスティーナ・ホープ
シドがオリアナ王国で出会った同級生。極端なミツゴシ商会信仰者。
学園テロに巻き込まれた後、十三の夜剣によって濡れ衣を着せられるが、その中でジャック・ザ・リッパー（に変装したシャドウ）の騒動に巻き込まれる。ジャック・ザ・リッパーの行動から自分のやるべき事を見いだし、ジャック・ザ・リッパーが活動をやめた後自分がジャック・ザ・リッパーとなり、活動を引き継いだ。
スズーキ・ホープ
クリスティーナの従兄弟。書籍版第5巻において、学園テロに仕込まれた爆弾によって死亡。その後シャドウによって死亡を隠され、顔を変装に使用された。
エライザ・ダクアイカン
学園テロに巻き込まれた生徒の一人。生徒会副会長。十三の夜剣の筆頭ダクアイカンの娘という立場を濫用して悪行三昧を行う悪役令嬢。テロにおいて魔力が無くなると爆発する首輪が付けられた際、グループの生徒たちの中から魔力を自分に集めさせて保身を図り、何人かの生徒を見殺しにしたり首輪を外して未必の故意で殺すなどの横暴を働く。
スズーキ（シャドウ）の手によってこれら悪行を見抜かれ、不承不承魔力を分けてその場を生き残ったが父の権力でカナデたち事実を知る生徒の口封じを図る。
十三の夜剣全滅後に彼らの子息達を集めて再起を図ろうとするが、ジャック・ザ・リッパーを受け継いだクリスティーナに殺害される。
カナデ
学園テロに巻き込まれた生徒の一人。エライザと共にいた生徒たちのグループの一人。一見すると大人しい性格に見えるが、実際はかなりふてぶてしく調子のいい性格。
エライザの悪行を暴露したことで十三の夜剣に狙われることになり、身の安全のためにクリスティーナ、シドと共にホープ家の別邸で奇妙な同居生活をすることになる。
アイザック
学園テロに巻き込まれた生徒の一人。スズーキと同じクラス。なぜかシャドウガーデンを悪し様に語るなどの行動を取る。剣の腕は立つためスズーキの提案で構成された特攻隊に加わりアレクシアやクレアらと行動を共にするが、実は教団の内通者であり「聖域」にたどり着いたアレクシア達を毒ガスで眠らせる。だがスズーキに万年筆一本で倒され絶命する。

#### 紅の騎士団
アイリス・ミドガル
声 - 日笠陽子
ミドガル王国の第一王女でアレクシアの姉。20歳。紅の騎士団団長でミドガル王国最強の魔剣士。しかし、この世界の魔剣士に違わず、あくまで高い魔力に依存した力任せなもの。
公務では品行方正で自身に対しても厳格であり、男女問わず人気がある反面、私生活ではクマの縫いぐるみと一緒に寝ている、ウサギのマークをつけた下着を履いている、勝負下着の購入を考えるアレクシアに動揺したりと色恋沙汰に関しては初心な所があるなど、公私のギャップが大きい。
王都襲撃事件では巨人化したミリアを倒そうと猛襲したが、乱入したアルファから観客呼ばわりされた挙句、彼女の剣一閃でミリアが救済された光景を目の当たりにして、ただ立ち尽くすしかなかった。この時シャドウガーデンとディアボロス教団のことを知り、どちらも王都の敵と判断した。テレビアニメ版ではミリアの巨人化もシャドウガーデンの仕業で、シャドウのアイ・アム・アトミックと合わせて強力なアーティファクトを使用していると思い込んでいる。
武神祭ではジミナに変装したシャドウと対戦、フェイントだけで体を斬られる感覚を味合わされ翻弄された末に一太刀で倒された。その後シャドウが正体を現した際にもう一度ベアトリクスと共に戦うも、やはり歯が立たなかった。アニメ版ではアーティファクトを持ち出すなど展開が盛られるも、やはり全く相手にされずに終わる。
この件がきっかけで自身の剣技が未熟なことを思い知り、また公衆の前で敗北したことに、王国の面子を潰したと悲観的になり、以後はシャドウとアルファに打ち勝つために修行しているが、乱心的な姿にアレクシアは自暴自棄になっていると身を案じている。それ以降シャドウガーデンを敵視し、さらに教団による情報操作もあってこれまでの見解をひっくり返し、教団は存在せず騒動は全てシャドウガーデンの仕業と思い込んで教団の傀儡になりつつあり、教団のことを調べるアレクシアとも対立しつつある。
テレビアニメ版では大商会連合とミツゴシ商会の抗争のあたりから、自分のできることを増やすため勉強をするアレクシアに対して自分は力ずくで物事を解決していくなど、アレクシアとの溝が深まっていく様子が描写された。
『獅子髭』のグレン
声 - 山本祥太
騎士団副団長。学園占拠事件時にレックスと戦闘になり戦死。
マルコ・グレンジャー
声 - 安田陸矢
若い騎士団員。ニューの元許嫁。学園占拠事件時にレックスと戦闘になり重症を負うが一命をとりとめる。その際、事態を把握しようと様子を見に来たニューやたまたま居合わせたシャドウの存在に気づいたらニューに殺されるところであったが、意識が無かったため見逃された。その後は新たに着任したハブに逆らえず、唯々諾々と従わされている。
ハブ
騎士団副団長。戦死したグレンの後任。蛇のような目と青白い肌の男。ディアボロス教団員であり、ディアボロス教団による被害を全てシャドウガーデンの捏造であるとアイリスに吹き込み、彼女を思うように操ろうとしている。
グレイ
騎士団捜査課課長。ジャック・ザ・リッパー事件を担当することになる。ナツメ（ベータ）の執筆したミステリーに感化されており、それら作品の決め台詞をそらんじたりする。教団のロキ派に属しており、ロキ自らの行動準備への要請を受け取っていた。

#### その他
クラウス・ミドガル
声 - 三上哲
ミドガル王国の現国王。娘であるアイリスとアレクシア曰く「事なかれ主義」。ディアボロス教団と聖教の癒着疑惑や、ドエム・ケツハットの不信などの報告を聞いても確実性がないといったことを口実にして取り合おうとせず、娘達から国王としてあまり高く評価されていない。テレビアニメ版に先行登場。
書籍版6巻にて原作でも登場。教団や聖教を相手にするほどの戦力がないことを自覚しており、傍観者を貫いていたがシャドウガーデンの活動によって戦局を見定めようとする。アイリスが教団側に傾倒させられていることも把握した上で、どちらの組織が勝とうとも王家の血筋が残るようアレクシアがシャドウガーデン側に寄ることを望んでいる。
十三の夜剣
書籍版6巻にて登場。ミドガル王国の13人からなる権力者で構成された秘密結社。ブラッド・ダクアイカン侯爵を筆頭に王国の影の支配者として振る舞っており、ディアボロス教団や他の犯罪組織ともパイプを持つ。つまり典型的「権力者が法で裁けない悪となった存在」であり、ジャック・ザ・リッパーの名を歴史に残すべく偽装して活動するシャドウの標的とされる。

### オリアナ王国
ラファエロ・オリアナ
声 - 青山穣
オリアナ王国の王。ドエムによって毒を盛られ、傀儡にされている。
武神祭においてクラウス・ミドガルを殺害する駒として利用される予定だったが、ローズに殺害される。実は完全に自我を破壊されたわけではなく、覚悟を決めたローズに辛うじて自らの言葉を告げることができた。
書籍版4巻では前もって「契約の指輪」にドエムの悪行を告発する遺言を込めていることが判明し、ドエムを追い詰める証拠となった。
レイナ・オリアナ
声 - 皆口裕子
オリアナ王国の王妃。
書籍版4巻ではドエムとグルで、「契約の指輪」を手に入れる為教団と共に行動してローズを動揺させ、ローズが捕縛される原因を作った。最期は遺言によって悪行を告発されたドエムと共に、モードレットに用済みとして斬られ死亡。
クララ・オリアナ
Web版のみ存在・登場。ローズの妹。ドエムの粛清により収容所に投獄されている。のちに救出に来たローズを見て、何かしら事情があって裏社会に生きていると看破し、敢えて他人として感謝しつつ姉のこれからの無事を祈ることにした。
ツルピカーノ
Web版において登場。オリアナ王国貴族。王国の混乱に乗じて革命と称して、かつてオリアナ王国に伝わる革命騎士団「黒き薔薇の騎士団」結成し、クイントン達を使い、大義名分を唱えてラギッタの古城の財宝強奪を企てる。しかし「ディアボロスの小指」に胴体を刺し貫かれて絶命し、事実を知らないクイントン達から「陣頭指揮を取って突撃し、敵の凶刃により命を落とした」と、英雄として祭り上げられた。
マーガレット
声 - 上田麗奈
メイド。イプシロンが嫉妬するほどの巨乳で、シドを実家に引き込もうと狙っている。国王を殺害したとして、ローズに対して失望していたが、「契約の指輪」での国王の告白を聞いて真相を知り、ローズに謝罪した。
ケビン
声 - 川田紳司
衛兵。マーガレットのストーカー。
武神祭に出場したことがあり、コミカライズ版ではジミナがエントリーした際にそれらしき人物が登場している。
テレビアニメ版では大きく外見が変わり、腹がはみ出るほど太った体型となっている。

#### 武神祭関係
アンネローゼ・フシアナス
声 - 若山詩音
剣の国ベガルタ出身の女戦士。かつてベガルタの象徴でもある「七武剣」の1人であったが、現在はその銘を捨てて修行の旅をしている。
原作・書籍版・コミカライズ版では名前は「アンネローゼ」のみであり、ファミリーネームの「フシアナス」はアニメ版で設定された。
女神の試練にて英霊に打ち勝ち、シャドウも強いと評価する戦士であるがゆえに、武神祭では「一見すると雑魚だが、実は強い」というジミナの目論見を実現させるための、引き立て役として使われることになる。武神祭開催前にはクイントンにボコボコにされたはずが怪我がほぼ無いところや、予選3・4回戦目で不自然な勝ち方を見せて注目させ、本選1回戦でジミナと対戦。ジミナの強さを圧倒的なスピードによるものと判断し対策しようとしたが、あっさりと敗れ去った。その後はベガルタに戻って一から修行すると言い残し、武神祭の会場を去った。
観客が全く見えないジミナの紙一重の回避を（朧気であるが）確認できる観察眼を持つが、それを中途半端に真似しようとして奇行を行ってしまうなど、天然なところがある。
ジミナが正体を現す前に会場を去ったため、彼がシャドウである事を知らない。
テレビアニメ版では会場を去る様子が見られ、後方で起きていたシャドウとベアトリクスの戦いには気づかなかった。
『マスターオブガーデン』の『七陰列伝』では七武剣になったばかりの時代が描かれており、前任者のカレン卿（当時111番だったカイ）の事件の捜査を行っていた。天然かつ善良でまっすぐな性格のため、捜査についても忖度することなく堂々と進めた結果、教団の刺客に狙われるようになり、シャドウガーデンから事件の当事者でもある111番と122番（当時のオメガ）から陰ながら護衛されていた。
当事者である111番と顔を合わせてしまうもカレン卿が殺された無念から亡霊となって現れたと勝手に解釈し、カレン本人もそれに便乗する形となった。
共に行動する内にカレン卿は生きていると看破して真意を問おうとするも、彼女からセルゲイの数々の悪行を記した書面を託され、今までの地位と名誉、そして過去を棄てて新たな人生を送ることを決めた彼女の思いに応えるため別れを告げた後、セルゲイの悪事を世間に公表し告発した。そして一連の騒動で己の実力不足を痛感したことで『カレン・フォン・ヘルツォーク卿』追悼式後に七武剣の座から退き、一から鍛え直すため武者修行の旅に出た。
クイントン
声 - 三宅健太
武神祭常連の戦士。解説役。バスターソードのような、巨大な片刃の大剣を腰に下げている。武神祭開催前にジミナに脅しをかけてボコボコにし、アンネローゼに止められる。
その後アンネローゼと共にジミナとゴルドーの4回戦目を観戦するがアンネローゼの発言を信じず、予選決勝でジミナと戦い瞬殺される。ジミナには武神祭開催前に出会っていることは忘れられ、「誰かに似てる」としか思われていなかった。
武神祭後にゴルドーと共に紅の塔に挑むが、番犬に敗れ奴隷落ちした。
Web版ではツルピカーノに奴隷として買われ募兵「黒き薔薇の誓い」を囮に使った強奪計画に加担するが、シドが作った黒き薔薇の力により反乱の英雄の一人となる。このWeb版の展開はテレビアニメ第2期第9話と第11話にて、シドの独白でわずかに描写された。
ゴルドー・キンメッキ
声 - 興津和幸
武神祭出場者。名前通り金ぴかの武具に身を包んだ男。
「不敗神話」の二つ名を持つが、その実態は負ける可能性があると戦わずに逃げるというものであり、確実に勝てる相手とのみ戦って勝利している。実際にアンネローゼと3回戦う機会があったが、全て棄権しアンネローゼの不戦勝になっていると本人が述べている。ただし実力そのものは決して弱いわけではなく大抵の大会では上位に食い込み、小規模の大会においては優勝経験もある。
相手の外見や武具の消耗具合から、戦闘力を数値化するという特殊能力を持つ。
自分につけられた「不敗神話」の二つ名は上記の実態を隠喩しているものであるため嫌い、自ら「常勝金龍」と名乗っており、ヒョロに何度も言い間違われた際は律儀に毎回訂正している。『しゃどーがいでん』においてはシドに「超常金竜」と言い間違われたが、これはこれで気に入った模様。
ジミナの変装を見抜くことができずに弱いと判断して戦い、敗北。テレビアニメ版ではシドのモブ式奥義を彷彿とさせる吹っ飛びかたを見せた。
武神祭後にクイントンと共に紅の塔に挑むが、番犬に敗れ奴隷落ちした。
Web版ではその後ツルピカーノに奴隷として買われ募兵「黒き薔薇の誓い」を囮に使った強奪計画に加担するが、シドが作った黒き薔薇の力により反乱の英雄の一人となる。このWeb版の展開はテレビアニメ第2期第9話と第11話にて、シドの独白でわずかに描写された。
ゴンザレス・マッチョム
武闘祭出場者でジミナの予選3回戦の相手。ジミナと戦い瞬殺された。
テレビアニメ版においては、観客には勝手に躓いて転んだように見えたが、実際にはジミナに顎を殴られて気絶し、足払いで転ばされており、アンネローゼだけが（右手が動く瞬間だけ、と朧気ではあるが）確認できた。
ベアトリクス
声 - 小松未可子
「武神」と呼ばれているエルフの剣聖。約100歳。武神祭の初代優勝者で、露出度の高い恰好の上にコートを羽織った異世界随一の女剣士。非常に高い戦闘力を持っているが、着飾る事をせず自然体のままでいる為他人に実力を気づかれにくく、名前を知って初めて「武神」だと気づく者や、気づいてもなお実力を疑い続ける者が多い。
武神祭にゲストとして訪れ、会場内を歩くシドと遭遇。シドの能力を一目である程度見抜いたが、確認のため寸止めの一太刀を加え、それに対するシドの演技で気のせいかと思い直し、その上でシドの手を見て必ず強くなると評価している。
理由は不明だが、妹の忘れ形見である自分とほぼ同じ顔の姪を探していて、シドがベアトリクスの顔を見た際には「アルファとは瓜二つとは言えないまでも似ている」という感想を抱いている。この時、フードを被ったまま「自分の顔と同じ」と話し自分の顔が確認できないことに気づかないなど、多少天然な面が見られた。
アイリス戦後のゴタゴタで正体を現したシャドウに対し「自分が戦いたい」という理由で襲い掛かり、後から合流したアイリスと共に交戦。シャドウとある程度打ち合えるほどの実力者であるが、シャドウが本気になり始めると歯が立たなかった。シャドウの剣が魔力を使わず剣技のみで闘っていることを唯一理解しており、自分も一から剣技を磨き直すと修行の旅に出た。
書籍版やコミカライズ版での武器は両刃の長剣。テレビアニメ版では羽織っているコートは前を開いて中の露出度の高い恰好が見えており、厚底の靴を履いている。また武器が反りの無い刀のような片刃の剣になっており、戦い方も新たに抜刀術を用いる場面が存在する。またハンバーガーを食べきれないほど大量に購入し、シドに分けた際別のハンバーガーを渡され、特に突っ込むことも無くお礼を言う、アイリスにハンバーガーを分けようとするなど、新たなシーンが挿入された。
『マスターオブガーデン』ではブシン祭後も修行の旅に出ておらずミドガル王国内に留まり続けており、シドと再会するなど原作に無いオリジナルの展開が発生する。
ツギーデ・マッケンジー
声 - 綿貫竜之介
テレビアニメ版にのみ登場。ブシン祭に出場し、ゴルドーとヒョロが会話している最中試合に勝利し号泣していた、上半身裸で筋肉質の体格を持つ魔剣士。名前と裏腹にその後も勝ち進んでいるようで、姿は確認できないもののツギーデ・マッケンジーの勝利を宣言する審判の声と彼の号泣が聞こえる場面が存在する。第1期では途中から登場しなくなったが、第2期第1話にて決勝戦まで勝ち進んでいることが判明。決勝戦にてクレアに倒された。

#### オリアナ王国収容所
ザック
シドが実力の片鱗を見せ小間使いにした囚人。バットの息子。
グイン
クララの忠臣だったが裏切る。
マルコ
ドエム派の囚人。
バット
クララと旧知の庭師。

### 無法都市
『妖狐』ユキメ
声 - 伊藤静
白き塔の支配者。9本の尻尾を持つ妖狐で、露出の多い着物を身に着け一本歯下駄を履き、鉄扇を武器とする。
無法都市では色町を支配しているが、都市の外でも雪狐商会を経営している。
過去に力を手に入れることに躍起になった月丹に母親を殺されたうえ背中を斬られたことがあり、月丹に対して復讐心を燃やしている。商会などを経営しているのも復讐の一環であり、金儲けは二の次。
なお、背中を斬られた際スタイリッシュ盗賊スレイヤーに変装したシャドウが月丹を襲撃、ユキメを治療したことで一命を取り留めているのだが、ユキメは意識が朦朧とする中シャドウの声を聴いただけで姿を直接見ていないため幻聴と思い込み、シャドウは当時を思い出せなかった。
シャドウとは「赤き月」によるエリザベートの暴走の際、自分の色町の娘であるマリーなどを助けてくれた縁から協力関係を結び、その後ミツゴシ商会と大商会連合の抗争に、大商会連合の月丹に復讐をするため、ジョン・スミスに変装したシャドウと共に介入することになる。
最終的に追い詰めた月丹を殺さず手加減したことで返り討ちに遭い、シャドウが代わりに月丹を倒すことで復讐を終えるが、その後力を求めていた月丹を唆したディアボロス教団の存在をアルファから知らされ、シャドウガーデンと協力関係を結ぶこととなる。また、救出の際に治療を受けたことで、シャドウこそがかつて自分を助けてくれた人物だと気づいた。
その後はWeb版・書籍版共に一切登場していない。テレビアニメ版では第2期第8話にてミツゴシ温泉ランドで遊んでいる姿が一瞬だけ登場した。
ナツ、カナ
声 - 市ノ瀬加那（ナツ）、朝日奈丸佳（カナ）
ユキメの配下である姉妹。ナツが姉、カナが妹。
『暴君』ジャガノート
声 - 小山剛志
黒き塔の支配者。勘が鋭く我流の剣で戦う。
血の暴走が始まった際赤の塔に殴り込み、そこに居合わせたクレアとメアリーに襲い掛かるが、シャドウに蹴飛ばされて赤の塔から転落した。その後は赤の塔の外からエリザベートとシャドウの戦闘を見届けていた。
ミツゴシ商会と大商会連合の抗争においては、ジョン・スミスの正体を知ったデルタをアルファ達の元に帰還させると計画が破綻してしまうことを恐れたシャドウの指示でデルタの標的にされ、本編外で命を落とした。
テレビアニメ版の『かげじつ！せかんど』ではほぼ姿こそ映らなかったがその様子が描かれ、スタッフクレジットでデフォルメされた生首として登場した。
『血の女王』エリザベート
声 - 早見沙織
紅の塔の吸血鬼の始祖。かつてクリムゾンの謀略で暴走を起こし、3日間で3つの国が壊滅的な被害を出し、自らを止める為自分の心臓を刺したが、失敗して仮死状態になった。その後クリムゾンが棺を奪い再び暴走させるため、人間を生贄にして目覚める。戦闘が激化したところにシャドウが現れ対決。トドメにシャドウのアイ・アム・リカバリーアトミックを受け、血の暴走が収まった。
その後、メアリーと共に「安息の地」を探す旅に出る。
コミカライズ版では旅に出る直前、たまたま近くを通ったシドに対し意味ありげな表情を見せたが、シャドウ＝シドだと気づいているのかは不明。
『マスターオブガーデン』では血の暴走が収まった後の彼女と会話することができ、シャドウのことは「紳士様」と呼んでいる。
その後はWeb版・書籍版共に一切登場していない。テレビアニメ版では第2期第8話にてメアリーと共にミツゴシ温泉ランドの入場口の列に並んでいる姿が、傘で顔を隠した状態で描写されており、その後アレクシアと共にサウナに入ったり、湯上りにメアリーにうちわで扇がれながら椅子でリラックスしている姿が見られた。
『最古のヴァンパイアハンター』メアリー
声 - 加隈亜衣
ヴァンパイアハンター。その正体は吸血鬼で千年前はエリザベートの配下。
エリザベートの血の暴走の際一人だけ生き残り、自殺したエリザベートに自分の灰を海に捨てるように頼まれる。しかし自殺には失敗し灰にならなかったため従うことも逆らうこともできず、エリザベートの死体を守り続けていた。しかしクリムゾンにエリザベートの死体を奪われたため、奪還のため行動している。　
弟を攫われたと勘違いしているクレアと共に赤の塔に侵入し、ベータの率いるシャドウガーデンの部隊やジャガノートに遭遇する。
その後エリザベートとシャドウの戦いを見届け、血の暴走が収まったエリザベートとともに「安息の地」を探す旅に出た。
その後はWeb版・書籍版共に一切登場していない。テレビアニメ版では第2期第8話にてエリザベートと共にミツゴシ温泉ランドの入場口の列に並んでいる姿が描写されており、施設内では湯上りで満足そうに寛ぐエリザベートに対して笑顔でうちわで扇ぐなど、甲斐甲斐しく世話を焼いている。
クリムゾン
声 - 杉田智和
紅の塔の吸血鬼。「赤き月」による騒動の主犯ともいえる存在。かつて弱点が露呈した同胞を迫害された事に底知れぬ恨みを抱いており、1000年前にエリザベートを暴走させた。現在に赤き月が訪れたのを機に、エリザベートを復活させようと暗躍する。高位の吸血鬼故に並外れた回復能力を持つが、シャドウから回復が追いつかない程の斬撃を受けた上に心臓を貫かれて灰になった。
テレビアニメ版ではエリザベートを復活させようとした瞬間、シャドウの無言で発動したアイ・アム・アトミックで爆殺される。
『番犬』
声 - 福島潤
紅の塔の門番である隻腕の男。かつては「白い悪魔」という二つ名を持っていたが、エリザベートに負けて利き腕を切り落とされ、門番として使われている。門番であるため入り口から全く動かず、逃げた敵を追いかけることはしない。
紅の塔の攻略に来たジャガノートとユキメを見逃し、それに続くシャドウに襲い掛かろうとして逆に瞬殺された。
マリー
声 - M・A・O
無法都市の娼婦。「赤き月」によるエリザベートの暴走の際グールに襲われるが同僚共々シャドウに助けられ、ユキメとシャドウが協力関係を結ぶきっかけとなる。他の同僚が教団の情報を信じてグールの騒動をシャドウが原因と思い込むなか、一人だけシャドウが人助けをしていることに気づいていた。
その後オリアナ王国にて居酒屋を開いており、ドエム派に所属する兵士が売り上げの金を奪った際、金を奪い返す形で再びシャドウに助けられている。

### 魔剣士協会
クローディア
声 - 小市眞琴
魔剣士協会のエリート職員。

### ディアボロス教団
オルバ
声 - 小山力也
クレア誘拐の首謀者。原作では子爵であり、武神祭ではアイリスに敗北した経験があるためクレアとは面識がある。 妻の忘れ形見でもある娘・ミリアが悪魔憑きになり、娘を治すためとディアボロス教団に騙される形で入団している。シャドウからは、アルファよりも魔力量はあるが使い方がなっていないと評価される。奇襲をかけたアルファたちから逃げ、たまたま待ち伏せる形となったシャドウと戦闘し敗死した。
シャドウには最後まで野盗のボスであるとしか認識されなかった。
ミリア
声 - 貫井柚佳
オルバの娘。教団の実験体にされる。実験によって意図的に悪魔憑きにされたものの失敗作として扱われ、誘拐されたアレクシアの隣に幽閉されていた。最終的には白衣の男によってアレクシアの血を注射され醜い巨人となって暴れまわった。
圧倒的なパワーと高い再生能力によって対峙したアイリスを苦戦させるが、アルファの慈悲をこめた一撃によって元の姿に戻り、そのまま死亡した。
Web版ではその後、遺体に残ったアレクシアの血を研究するために教団に回収され、さらに蘇生技術の実験体になって蘇生するも魔力が暴走して自我を失い、イプシロン達と交戦するもシャドウの手により一度倒され、アイ・アム・リカバリーアトミックにより完治する。そしてその境遇を憐れんだイプシロンの嘆願によりイプシロンが身柄を預かることになり、アレクサンドリアで療養中の身となっている。
書籍版では第6巻にて遺体をロキ派の研究者によって回収され、さらなる改良を施され、かろうじて人型の原型を留めている状態の醜い怪物として蘇生される。ジャック・ザ・リッパーに変装したシャドウを迎え撃つためホワイト伯爵の屋敷の地下にある闘技場へ送り込まれるが、戦闘をしながら治療を行ったシャドウによって元の姿に戻り気絶。シャドウガーデンに回収された。
漫画とアニメでデザインが異なり、アニメではミドガル魔剣士学園の生徒だった。
ゼノン・グリフィ
声 - 松風雅也
アレクシアの婚約者候補の一人。侯爵でもあり学園の剣術指南でもある。地位もあり、戦闘力もあり、顔もよくて性格もいいと欠点がないが、その欠点の無さがおかしいとアレクシアからは嫌われている。
その懸念通り実際にはフェンリル派のディアボロス教団に所属しており、教団の幹部であるラウンズの地位を狙い王族の血を利用しようと、白衣の男（声 - 野島裕史）と共にアレクシアを誘拐する。
ミリアの暴走によって檻から脱出したアレクシアを確保しようとしたところでシャドウと遭遇、まったくもって相手にならずドーピングに頼って最強を騙ったことが、たゆまぬ努力で力を手に入れたシャドウの逆鱗にふれ、アイ・アム・アトミックによって文字通り跡形も無く蒸発した。
「処刑人」ヴェノム
ネルソンの用心棒であり、ネルソンの指示で大司教を殺害した実行犯。ネルソンの指示でイプシロンに襲い掛かるが、バストサイズを偽装するスライムを斬り落とす形となったことで逆鱗に触れ、返り討ちにされる。
外見は原作では黒い影としか描写されず、アニメ版でも布で顔を隠す黒子風の暗殺者のような容姿だが、コミカライズ版では大きく姿が変わり、黒い鎧を身に纏った大男となっている。
ドエム・ケツハット
声 - 速水奨
ローズの婚約者。オリアナ王国宰相。モードレット派に所属しており、オリアナ国王に毒を盛って王国を乗っ取ろうとする。王妃のレイナとはグルである。
ブシン祭にて毒で傀儡に仕立て上げたオリアナ国王をつかってミドガル国王を殺害し、両国の関係を険悪にして戦争を起こそうと企んでいたが、たまたまアイリスがベアトリクスを近くの特別席に招いたことで実行が困難になり、更にローズがオリアナ国王を殺害し、その上ジミナの変装を辞めたシャドウがローズを逃がしたことで作戦は失敗、オリアナ王国へ逃げ帰る。
書籍版ではその後レイナを利用してローズを捕縛し、オリアナ王国に関する「契約の指輪」を使ってラウンズに成り上がるためローズとの結婚を強行するが、肝心の「契約の指輪」はシャドウに掏られた後（そのシャドウの手違いで）ローズの手に渡り、指輪に込められたオリアナ国王の遺言などで悪行が世間にばれて追い詰められ、最後はレイナ共々モードレットに用済みとして斬り捨てられた。
Web版ではシャドウに拉致された際に脳を弄られ、その名の通り「お尻をペンペンされたい」と自白しながら絶命した。
テレビアニメ版ではオリアナ王国へ逃げ帰ったあと、モードレットに叱責される姿が描かれている。また野心家な所も強調され、モードレットを陰で「老害」と罵っていた。
ラギッタ伯爵
Web版にて登場。オリアナ王国貴族。モードレット派に所属しており、所有する古城に代々英雄・フレイヤを封印していた。同時に「ディアボロスの小指」も安置しており、ドエムやモードレットが死亡するや「ディアボロスの小指」を取引材料に別の派閥に移ろうとしたが、「黒き薔薇の騎士」の襲撃を受け、シドの魔力操作に操られたゴルドー・キンメッキとクイントンの2人に討ち取られた。
テレビアニメ版では第2期第9話にて、名前こそ出てこないが討ち取られた際の展開がシドの独白でわずかに描写された。

#### ナイツ・オブ・ラウンズ
ルスラン・バーネット
声 - 大塚芳忠
ミドガル魔剣士学園の副学長でシェリーの養父。人当たりのいい紳士という人物であるが実は教団の人間で元ラウンズ（第何席だったかは不明）。
武神祭で優勝した剣豪であったがその直後に病に侵され引退を余儀なくされる。ラウンズに帰り咲くことを目標に、病を治そうと思案を重ねてアーティファクトの研究に活路を見出し、シェリーの母親ルクレイアに研究させていた。「強欲の瞳」というアーティファクトに治療以上の効果を見出すが、強欲の瞳の危険性を憂慮するルクレイアと対立、封印を言い出したルクレイアを手足から順に突き刺すという残虐な方法で殺害し、娘のシェリーを養子にして研究を続けさせていた。その所業は他人への関心を捨てたシドでさえも「不快」といわしめた。
強欲の瞳によって病を治すため、部下をシャドウガーデンに成りすませて学園を占拠する事件を起こすが、最期はシャドウに、自分がルクレイアを殺害した時と同じ手順で殺害される。
死に際とはいえ、シドにしか喋っていないルクレイアの殺害方法をシャドウが話したことで、シャドウの正体がシドであることに気づいた数少ない人物。また、自身にしか興味がないシドを他人事で怒らせた人物でもある。
『しゃどーがいでん』では学園占拠事件を起こしていないため死亡しておらず、現在もシェリーと共に暮らしている。
ジャック・ネルソン
声 - 麦人
ラウンズ第十一席。「強欲」の二つ名を持つ頭頂部が剥げ、中年太りした司祭。リンドブルムのドレイク大司教をヴェノムに殺させ、聖域の支配権を奪って大司教代理として現れる。悪魔憑きになる前のアルファを知っていた。
約1000年前のディアボロス戦争の頃から存命しており、当時は科学者として悪魔憑きやディアボロスの左腕の研究に携わり、やがて「ディアボロスの雫」を発明し、ディアボロス教団設立の頃から関与していた。ラウンズでは「ディアボロスの雫」の生産、研究を担当している。
あくまで研究者であり戦士では無いため、戦闘力は一般の魔剣士程度でしかない。それを補うため聖域の機能を悪用し、侵入者の魔力を吸収して自身の力に変換することで多数の自分やオリヴィエの複製を生み出して戦うが、最期はシャドウの捨て身によるアイ・アム・オールレンジアトミックによって、聖域ごと消滅した。
書籍版やコミカライズ版では戦闘時特に服は変わっていないが、テレビアニメ版では戦闘時ボディスーツのようなものに身を包んでいる。
また、テレビアニメ版では事あるごとに愚痴をこぼし、戦闘中に帰ろうとするアルファの行動に困惑するなど、苦労人のような印象で描写されている。
ロード・ラワガス
「マスターオブガーデン」付章「Truth Seekers」に登場。1000年前に存在した人物で、優秀な科学者にしてマッドサイエンティスト。そして都市国家群のひとつ「学術都市ラワガス」の初代学園長。初代ラウンズ第十一席「強欲」でネルソンの上司でもある。1000年前にディアボロスの左腕を手に入れたディアボロス教団から不老不死の薬の開発協力を求められ、リンドブルムから少し離れた第二研究施設で「ディアボロスの雫」の理論を完璧なものに確立させたが、研究する中で「魔力の根源」と「別世界」の方に興味を持ち、やがて別世界への「門」を開ける事に成功し、「第十二魔界」より魔王・ニーズヘッグを捕獲して研究に没頭した後、ディアボロス教団と袂を分かち、雫に関する研究論文など全てを封印して別世界へと旅立った。
モードレッド
声 - 子安武人
ラウンズ第九席。「人越の魔剣」と呼ばれ、「不可視の魔剣」インビシブルを使う。書籍版4巻では悪行がばれたドエムとレイナを用済みとして始末し、黒キ薔薇を起動してオリアナ王都民を皆殺しにしようとするもシャドウガーデンが介入。ラグナロクが討伐されたため、ラグナロクの肉を喰らって魔人に変貌したが、最期はシャドウのアイ・アム・アトミックによって消滅した。その際に「門」が開いてシャドウとベータは実が居た世界へ飛ばされるが、モードレッドの首も奇跡的に原型を留めた状態で一緒に飛ばされ、のちに発見したベータの仮説により壁に叩きつけられ、潰れた拍子に蓄積していた魔力が開放されて「門」が現れ、シャドウとベータ（そしてアカネ）は異世界に帰還した。
テレビアニメ版ではブシン祭での作戦を失敗したドエムを叱責する様子が描かれている。また、鎧とマントもアーティファクトであり、ベータとイプシロンの2人と交戦するも、練度の差により敗北した。
フェンリル
ラウンズ第五席。数百年前「ミドガルの悪鬼」と呼ばれた無差別殺人剣士。ディアボロスの雫で生き続けており、一見すると少年のような容貌を保ち続けている。ミドガル王都の裏社会を牛耳り、自身は地下深くに安置されるディアボロスの右腕の管理役として潜んでいる。
アレクシア誘拐事件の際にシャドウガーデンによりミドガル王都内に点在するアジトが全て壊滅した上に、ミツゴシ包囲網の時には月丹に命じて偽札をばら撒いて信用崩壊を起こそうとするもジョン・スミス（シャドウ）によりディアボロス教団絡みの商会が軒並み破綻など、数々の失敗による教団全体の損失は大きく、フェンリル派の権勢はラウンズ最下位まで落ちる。
追い詰められたフェンリルはディアボロスの右腕の封印を解くために、学園全体を生贄として巻き込んだ「首輪爆弾イベント」を開催。封印解除までもう少しというところで乱入してきたシャドウと対峙、それまで最強だと慢心していた自身の力量をあっさり覆され、自身の最高の技である「空蝉の血牙」を繰り出すも、破られた挙句ラーニング（パクった上に改良）された「空蝉の亜斗美吊苦」で頭部を残して切り刻まれ、「そこが頂だと思ったとき、人は歩みを止める」というシャドウの言葉を聞き、有り余るほどに時間があったにも関わらず、歩みを止めたこれまでの生涯を悔やみながら息絶えた。
ペトス
ラウンズ第十席。切りそろえた髪に丸形サングラスの男。天然かわざとかは不明だが慇懃無礼な煽り口調である。聖教の高位司祭であり、悪魔憑きの祓いと称してリリム（ゼータ）の家族を惨殺し、あまつさえ金豹族をリリムを除いて根絶やしにした。リリムには逃げられたが、この事件を手柄としてラウンズ入りを果たしている。
ロキ
席次は書籍版第6巻の時点では不明。糸のような目をした長身の男。気配を完全に消して行動しているがその存在に気づいたシドに彼も感づく。しかし彼にとってはそれさえも翌日には忘れている雑談レベルの出来事である模様。
「陰を狩る顎」という計画を推進している。
セルゲイ・ゴーマン
『マスターオブガーデン』にて登場。ラウンズ元十席。ベガルタ七武剣の1人でもある筋骨隆々の長身の男で、大剣を片手で振り回し、分厚い甲冑に身を包んでいる事から「闘剣嵐武」の二つ名を持つ。また、斬られてもすぐ完治するほどの人間離れした回復力を持つ。先代七武剣のヒカエ・オローを御前試合で討ち果たした事により七武剣の座に収まり、偶然にもオローがチルドレン1stかつラウンズ第十席でもあったためディアボロス教団から勧誘を受けて自身がその座に収まるなど、実力で教団幹部にまでのし上がった経歴を持つ。
教団幹部でありながら己自身が帝国で覇を唱えようとする上昇志向の持ち主であり、ラウンズ十位の地位を約束されたにも関わらずヘルツォーク家の1人娘で同じ七武剣の1人であるカレン・フォン・ヘルフォークが悪魔憑きになった事を理由に、ラウンズ達「円卓会議」にも報告せずに独断専行でヘルツォーク家を皆殺しにし、カレンも粛清する事で民衆を支持を集めようと、教団への背信とも言うべき行動を敢行。だがその場に居合わせたガンマとイータによりカレンは救出され失敗に終わる。
のちにシャドウガーデンの襲撃で部下達が全滅し、マラクを足止めに用い逃走していたところでシャドウと対峙。マラクの肉を食らって更に竜人化するも歯が立たず、最期はシャドウの『ライジング・アトミック』の実験台として宇宙空間まで叩き出され、真空と極寒の中で光に呑まれた。
死後語られたところに拠ればマドリーを訪れた時に偶然マラクの創造に関わった古代の研究施設を発見、培養されていたマラクとそれを操るアーティファクトに目をつけたことで世界に覇を唱える野心が芽生えた。研究の結果古代の研究と同様に自身もマラクの肉を食らう事で再生能力や強靭な身体能力を得ているが、肉体の変質が起きており、竜人化した箇所をマスクや鎧で隠していた。
シヴァ
テレビアニメ版2期と『マスターオブガーデン』にて名前のみ登場。故人。獣人族のひとつ「吉祥族」の英雄で、短命な獣人族の中で異例なくらいに長きに渡り存命し、『獣神』として獣人族を束ねてきた英雄。その正体はラウンズ五席で、本来第六席から繰り上がるはずのフェンリルより優先されその座に就き、ディアボロスの雫で延命して獣人族を統括してきた。しかしやっとの事で授かった一人娘が悪魔憑きになり、教団の掟に従い自身が手にかけたのがきっかけで自身の間違いに気付き、罪を償うために雫の接種をやめて老化し、最期は自ら棺に入って断食をする事により即身仏として自死した。
のちに英雄リリの調査にシヴァの霊廟を訪れたゼータが遺書を発見し、報告を受けたアルファも彼の境遇を憐れんだ。

#### ネームドチルドレン
レックス
声 - 岡本信彦
「叛逆遊戯」の2つ名を持つチルドレン1st。学園を襲撃し、強欲の瞳を制御するアーティファクトを捜しているところでシドに見つかり、教室にいた教団兵と共に倒された。そのリアクションの良さから、シドは「最高だね」と評した。
漫画とアニメでデザインが大きく異なり、アニメでは自身の周囲に魔力の網を張る技を披露した。
クアドイ
声 - 濱野大輝
「疾風（しっぷう）のクアドイ」の異名を持つ。
「冷徹」マクシミリアン
収容所に収監されているドエム派の囚人だが、オリアナ王国の混乱を狙ったチルドレン2nd。
『マスターオブガーデン』ではドエム亡き後、ドエム派の残党を粛正するため仮面舞踏会を開催、そこに参加したクレアが戦い苦戦したがアウロラがクレアの体を借りて形勢逆転、さらにニューも加わって倒され、最期は舞台に散る血液を操った攻撃で死亡した。
ジャン
「暗黒微笑」のの2つ名を持つネームドチルドレン。表向きには第三騎士団所属四番隊隊長をしている。空間迷路に囚われたクレアに襲い掛かってきたがゼータが現れてクレアの中にアウロラの存在を認識してしまい、口封じのように血液を爆発させられ死亡した。
闇蜘蛛
上位のネームドチルドレン。本名は不明。調査のために動いていたがシドに見つかり殺そうとしようとしたが返り討ちに合う。

### 大商会連合
『大狼』月丹（げったん）
声 - 浪川大輔
大商会連合を束ねる大狼族。ユキメの幼馴染であり、かつては敵対部族からユキメの村を守るなど正義感が強く、ユキメの部族と共に集落を発展させ将来を誓い合う仲でもあったが、獣人の実験体を手に入れたいディアボロス教団が手引きした盗賊団の襲撃を受けて集落は全滅。絶望のあまりに力を渇望する性格に豹変し、ディアボロス教団の誘いに乗り「ディアボロスの雫」を入手。その行動を止めようとするユキメの母親を殺害し、同様の態度を取ったユキメにすら同志ではないと背中を斬り深手を追わせる。しかしその際に現れたスタイリッシュ盗賊スレイヤーに変装したシャドウに倒され、(Web版では無意識のユキメの攻撃により)両眼を失明する。その後一命を取り留めた月丹は自分から何かを奪う者に対する復讐と、ディアボロス教団に協力するため、裸一貫からガーター商会を乗っ取る形でのし上がり、ガーター商会を大商会にまで成長させた。
ディアボロス教団からミツゴシ商会の排除を指示されたため、各商会と手を組んで大商会連合を作り「ミツゴシ商会包囲網」を展開するも、自分達の計画で行うよりも早く、ジョン・スミスとユキメが大商会連合の偽札を市井にばら撒いたため信用崩壊が発生する。のちに月丹の下を訪れたユキメと対峙しユキメが手加減したため返り討ちにできたが、直後にユキメを追いかけてきたジョン・スミスと闘う。「ディアボロスの雫」を服用して獣化したが、ジョン・スミスの拳と体術の猛襲の前になす術なく敗北、死の間際にジョン・スミスの強さにスタイリッシュ盗賊スレイヤーに襲われた時のことを思い出し（アニメ版では同一人物とは気づいていない）、ユキメを頼むと託して息を引き取った。
月丹はユキメに対して贖罪の気持ちがあり、ユキメ宛に盲目ながらも謝罪文を遺しており、それを読んだユキメはディアボロス教団の壊滅を心に誓い、シャドウガーデンと協力関係を結んだ。
ガーター・キクチ
声 - 茶風林
月丹の腹心でありガーター商会の元会長。表向きは大商会連合の旗頭。
原作小説版や漫画版ではあまり登場がなくうやむやの内に退場したが、テレビアニメ版では低身長の壮年の男として描かれ、信用崩壊の際には大商会連合の危機を危惧して月旦に進言するも、月旦は最初から連合も崩壊させる気だったため聞き入れてもらえず苦悩する姿が描かれており、のちにアイリス率いる紅の騎士団の家宅捜査によって財力が尽きていることが判明し逮捕された。
『四つ葉』
声 - 八代拓（一葉）、大塚剛央（二葉）、佐々木義人（三葉）、坂泰斗（ザブラ）
月丹が抜擢した一葉から四葉の四人で構成されるガーター商会の私兵団。一葉から三葉は腕利きの魔剣士の人間。四葉は獣人にしてサラ（デルタ）の兄。テレビアニメ版では四葉に「ザブラ」という本名が付いた。
四葉はアルファの指示でデルタに殺害され、二葉と三葉はニューが殺害、一葉はガンマとの戦闘中ガンマが転んで投げた剣に当たり死亡した。。

### 魔物
ディアボロス
第一魔界の王。魔人ディアボロスとされるアウロラとは別の存在であり、こちらがオリジナルとなる。
ラグナロク
第四魔界の王。書籍版4巻においてモードレットが起動した黒キ薔薇によって呼び出されたが、シャドウが討伐した。
ニーズヘッグ
第十二魔界の王。1000年前にロード・ラワガスが召喚して捕獲し、第二研究所で研究・保管していた。のちに調査に訪れたゼータとイータの前で目を覚ましたが、偶然聖域施設を破壊した後に近場に飛ばされた シャドウの、アイ・アム・アトミックで消滅した。
霧の龍
深淵の森に棲んでいた古き龍。過去、古都アレキサンドリアの王と古の盟約を結び龍の霧によって守っていたが、王政の腐敗により滅ぼす。七陰が接触した際こっそりついてきたシャドウが倒し新たな盟約を結びシャドウガーデンの拠点を隠す毒の霧を作る。
その後も時々デルタの修行に付き合っている他、魔力に適応し変異した『竜』の真実を語っている。
害竜マラク
100年前にベガルタ帝国東部の海運都市マドリーに巣食った竜で、マドリーが過疎化した原因になっている。残念そうな容姿と頭脳とは逆に凄まじい回復力をもち、石油調査にマドリーを訪れたガンマとイータと遭遇し交戦するも決着が着かず、いずれ対処しようとひとまず撤退した。のちにデルタが挑み勝利し、一時は息の根が止まったかに思えたが撤退した後に蘇生。影で観察していたアルファは通常の攻撃では殺しきれないと対策を練る事にした。
霧の龍曰く、太古に別世界から魔力が流れた時に滅亡した竜の、数少ない生き残りの末裔との事で、魔力への耐性を得た代償として知力が退化したとの事。
その能力に目を付けたセルゲイは世界に覇を唱えるための戦力とする他自身がその力を得るため血肉を徐々に摂取している。
のちにシャドウガーデンの強襲に対して迎撃に使われるも、切断部をスライムに侵食されて再生能力を阻害され、シャドウに差し向けられた5頭を含めて動員された12頭は全滅した。
実は天然の生物ではなく古代に造られた人工生命であり、セルゲイの真のアジトには少なくとも50体以上のマラクが未だ保管されていた。因みに人工生命であるためバックドアとして意図的に弱点も創造されており卵を額に当てられると呆気なく死ぬ。
その後もデルタの修行相手として残党狩りが行われ、シドがデルタに「呼吸法による力の発動」を教えた事により、一撃必殺でマラクを絶命させる事ができるようにたり、やがてマラクは絶滅した。
プルートゥル
実の死後、異世界より魔力と共に日本に出現した魔獣の上位種と見られる個体。スタンピードにより他の魔獣と共にメシアに迫るも『漆黒の騎士』(シャドウ)に瞬殺され、他の魔獣達もアイ・アム・アトミックソードで全滅した。
サウルヴァ
かつて獣人の英雄リリに支えていた従者と呼ばれていた英雄。その正体は4本腕の異形の亜人で、異界の言語を発する。不老不死に近い身体を持ち、周囲に魔力を供給して身体能力を増加させる特徴を持ち、ラウンズ第5位のシヴァはこの特性を利用して獣人族を統括し、シヴァが自死してからは彼の故郷である吉祥族の村で秘匿していた。のちに英雄リリの調査に訪れたゼータがサウルヴァと遭遇するも、外見とは異なり大人しかったため戦闘にはならず、ゼータも放っておいても(今は)外界に害を成さないだろうと放置した。

### 伝説上の人物
アウロラ
声 - 名塚佳織
「災厄の魔女」の異名を持つ女性。世界に破壊と混乱をもたらしたとされているが、具体的な行動は一切記録が残されておらず、不明のままとなっている。
リンドブルムにおける女神の試練において、シャドウに相応な存在として召喚された。この時のシャドウは名前を知らないため眼の色から「ヴァイオレットさん」と仮称している。赤い液体で形成する槍のようなもので攻撃を行うが、様子見をしたシャドウによって全力を出せない状態であることを見抜かれ、反撃の一太刀で倒された。
その後、聖域内でシドと出逢い、自身に掛けられた拘束を解いてもらい行動を共にする。のちに聖域から開放されるも、同時に自身の死を意味するものだったが、むしろ自由になれるシドに感謝して旅立った。
その後は意識体として世界中を旅しており、血の女王エリザベートとの戦いでクレアが瀕死の攻撃を受けた際、シドへの借りを返すと一時的に体を借り、シャドウが到着するまでの時間稼ぎとして手助けをする。そして一方的にクレアと契約し、有事の際は力を貸すことにしている。
実はディアボロスの正体。約1000年前に類希な魔力を持っていたため、被験体として聖教に隔離されており、魔力の暴走なのか原因は不明だが突然変異でディアボロスと化した。
Web版ではラギッタの古城で「ディアボロスの小指」を発見したシドが悪魔憑きの治癒の要領で元の人間サイズの指に完治し、自身の肉体故に憑依しやすいと小指に憑依、その後はシドと共に「ディアボロスの部位」を探すことになる。
テレビアニメ版では第2期第3話にてクレアと契約する際、何故か現実世界の学校の保険室を再現した、パソコンなど高度な技術のある空間で、保険の教師のような服装を纏って登場。またエリザベートとの戦闘中、聖域で目撃したシャドウのアイ・アム・ディ・オールレンジ・アトミックを見様見真似で再現しようとしたが、クレアの体が膨大な魔力に耐え切れずに自壊、不発に終わった。
数少ないシドと互角に戦える相手。シャドウガーデン関係者以外にシド=シャドウであることを知る人物であり、七陰との間でさえ一方通行で意思疎通が成立していないようなシドと交流ができた存在でもある。
オリヴィエ
3英雄の一人。アルファの先祖に当たるエルフの女性。
元々は身寄りの無い孤児の一人であり、ディアボロス教団に誘拐され、ディアボロス細胞を植え付ける実験によって細胞と適合し、魔人と同等の力を手に入れる。
平和のためと唆した教団の命令でディアボロスと戦い、左腕を斬り落とした。その後の行方は不明だが、アルファという子孫が居るあたり、少なくとも結婚して子供を産んでいた模様。
聖域ではネルソンによって複製として現れ、シドに襲い掛かる。その実力は、聖域内で魔力が使えない条件付きではあったが一時はシドを圧倒したほど。最期はシャドウのアイ・アム・オールレンジアトミックによってネルソンや聖域ごと消滅した。
フレイヤ
3英雄の一人。ミドガル王国建国の祖とされる人間の女性。
Web版では、実際はネルソンとは違う派閥の命令により斬り落とされたディアボロスの左手から小指を奪取したものの口封じにと、現在オリアナ王国伯爵でディアボロス教団員であるラギッタの所有する古城の地下通路内の隠し部屋に封印されていた。
成り行きで古城を訪れたシドはイプシロンと遭遇後に魔力感知で隠し部屋を発見してフレイヤの残留思念と出会う。怨念と化したフレイヤに対してシドは四肢を繋ぐ拘束を解いて剣を交えて会話をし、シドの言葉に満足したフレイヤは浄化されて天へ昇った。
書籍版では現状登場していないが、「カゲマス」の外典イベントで登場。容姿がアレクシアに似ており、仲間の指揮を執っているが、ひねくれた物言いが目立つ。
リリ
3英雄の一人。デルタやゼータの祖先で獣人の女性。現状は書籍版5巻におけるゼータの過去の回想で名前が語られただけで、本人は登場していない。
「カゲマス」の外典にて登場。容姿はゼータと似ているが丁寧かつ穏やかな性格で、仲間の事を誰よりも案じている。

### 現代
西野 アカネ（にしの アカネ） / 712番
声 - 堀江由衣
ミノルの同級生。西野財閥の令嬢。黒髪が美しい清楚な美少女で、その容姿から男女問わず注目を集めていた。桜坂高校の二年の女子高生で子役出身の女優。幼い頃から活躍しており、これまでもテレビドラマにかなりの本数出演していて、次の月9のドラマでは主役を務める予定となっていた。そのため仕事で授業に出られない日も多く、補習を受けることもしばしば。しかし中学校に進学したころにストーカーに誘拐されるというスキャンダルで一時期活動を停止していた過去がある。中学からは家の方針で運転手（声 - 山口令悟）付きの車で毎日送り迎えをしてもらっている。
ミノルとは教室では席も隣で、いつもほぼ同時に校門を通りそこで挨拶をするが、他人に興味のないミノルに毎回自分の名前を間違え続けられた。それに増してアカネが本当に嫌だったのは、ミノルの視線がアカネを見ていないことで、毎朝顔を合わせると挨拶を交わすが、それだけ。いくら名前を間違えられても訂正すらしないようにしており、自分の存在を認めていないミノルを嫌ってからは教室では会話はほとんどない。本当は完全無視したかったが、授業でどうしても話さなければならない時だけ必要最低限の会話を交わす。ほかにも教師に嫌われないように優等生として、他生徒に嫌われないように人気者として、誰からも恨まれないように立ち回っている。これは誘拐事件がトラウマとなり仮面を被るようになったもので、嫌いな実にも嫌われないようまた周りにそれを悟られないように、彼女は自分を押し殺している。仲が悪いとありもしない噂が広まる危険性を考慮し、目立つことは極力避けたいという事情からである。
補習後、諸事情で暗い夜道を歩いて下校したことで再び誘拐されるものの、顔を隠しスタイリッシュ暴漢スレイヤーを名乗ったミノルに助けられる。
事件のあった次の日の挨拶の際にミノルが名前を間違えなかったうえ視線も自分のことを見ていたような気がし、存在を認めてもらったような感じがしたが、自分と同じように仮面をかぶって生活している気がして少しだけ話してみようと思っていた矢先に、そのミノルが事故死することになる。
学園のアイドル、性格に表裏ある、誘拐経験があるとアレクシアと多数の共通点がある。
原作において彼女の話はサイドストーリー的な話であったが、テレビアニメ版ではシャドウ=シドのキャラクターをより深く印象づけるためとシド＝ミノルの行動原理を説明付けるためか第1話で導入された。
web版ではそれ以降の出番は無いが、書籍版においては、ミノルの死後魔界から襲来した魔獣によって崩壊した日本で生き残っており、現実世界と魔界が衝突した影響で魔力が発現し（後述の魔界を参照）、日本刀を武器に魔物と闘っていた。そこにノリで黒キ薔薇へ飛び込んだシャドウと追いかけて来たベータが転移し事件に介入。
魔力を発現した前後の記憶が曖昧になっていたが、実は兄の西野アキラによって魔獣の体液を体に注入されて「はじまりの騎士」と呼ばれる魔獣と人間の血の混ざった化け物に変えられ、暴走事件を起こし一つの拠点の人間たちを虐殺していた。その拠点の生き残りである女性医師ユウカにより、復讐として魔獣プルートゥルの体液を注入されて金髪の暴走形態となり、ユウカをも殺すとともに虐殺の記憶を思い出させられることになる。しかしシャドウの青紫の魔力によって鎮められた。最終的に、気絶している間にベータにサンプルとして異世界に持ち帰られる。その直前に、意識の薄れる中シャドウ（ミノル）の声を聴いたことでミノルの生存を確信した。
やがてシャドウガーデンのアジト内で目を覚まし、自らの贖罪を全うすることをミノルの存在を心の拠り所にして誓うことになる。
書籍版6巻において、712番としてシャドウガーデンで暮らすこととなった。シャドウガーデンの中ではシャドウ（ミノル）を除けば、日本語を理解して会話できるのはベータとイータのみではあるが隙あらばシャドウ（ミノル）に対して人体実験を企てようとするイータにはいい感情を抱いていない。ミノルが前世で間違えていた彼女の呼び名「ニシムラ・アカネ」をシャドウガーデンメンバーが共有していることからミノルとシャドウガーデンの深い関わりを確信しているが、ミノル＝シャドウという真実には未だ気づいていない。
ミノルの同級生であるが、現実世界ではシャドウ＝ミノルが再び訪れるまでに数年経過しており、年齢的には20歳前後となっている。また本来は黒髪に黒い瞳だが魔力の発現によって瞳は赤くなっている。なお、テレビアニメ版第1期第1話においては、画面映えの都合か最初から赤い瞳に描かれている。
テレビアニメ版第2期第12話では奇しくも第1期第1話にも登場した誘拐犯に再び誘拐され、再びシャドウに助けられたところで第2期が終了した。
誘拐犯
声 - 小林親弘、古川慎
身代金と父親の怨恨目的でアカネを誘拐した二人組。時代遅れのチンピラ風と大男。チンピラ風は強姦目的もある様子であるが大男によるとゲスな素人。大男のほうはただ大きいだけでなく全身に分厚い筋肉がついていることが服の上からでも分かるよそ者風情の元軍人。その動きは巨体に似合わず俊敏でコンパクト。軍の経験で人を殺める快感を覚え、軍から弾かれて以降はこの国は平和すぎると退屈していた。
結局はミノルにアカネを監禁していた倉庫へ踏み込まれ、可能性を見出したというバールを武器にするミノルにズタズタにされ、誘拐は失敗。事件自体もアカネの親が手を回して、事件が公になることはなかった。ミノルはアカネの誘拐現場を目撃していたが、踏み込んだのはアカネの救出目的というより、目出し帽のバーサーカーとして夜な夜な騒音を撒き散らす暴走族を相手にバールで殴り続け鍛えていた己の鍛錬相手として、この誘拐犯が選ばれた様子。
テレビアニメ版では原作の出番である第1期第1話のほか、第2期第12話にて、サイボーグとして改造されたアニメオリジナルの姿で再び登場。改造によって記憶が消去されているためアカネやスタイリッシュ暴漢スレイヤーのことは覚えていないが、奇しくもアカネを再び誘拐し、以前倒されたスタイリッシュ暴漢スレイヤー（シャドウ）に再び倒された。この時大男の方は消したはずの記憶が蘇るような発言をした。

## 用語
陰の実力者
実・シドがなりたかったもの。
一般的な陰の実力者の定義はあいまいで、「見た目は地味だが強大な力を持つ」という条件を満たせば該当者はいくらでもいるのだが、シドの定義としては「物語の主人公でもラスボスでもなく、陰ながら事件に介入し圧倒的な実力を見せつけていく存在」つまり、例を挙げるならタキシード仮面やシュバルツ・ブルーダー、あるいはバットマンのようなダークヒーローに憧れているものと思われる。シドが人助けをするのも良識があるからではなく、「それが陰の実力者という存在」という美意識を持っているからである。
シドの喜劇的なところは前世において行き詰った時、陰で巨大組織を作る、あるいは組織の陰の首領になるといった具合に目標を現実的な方向へ摺り寄せるのではなく、自身が憧れたのは核攻撃(正確にはあらゆる力)すら打倒する存在であるという妥協なき信念から魔力などの超常的な力を身につければいいと荒唐無稽な方向に走ってしまったことである。「最強」を目指すのであれば核を乗り越えようとあがく気持ちも理解できるが、目的が「陰の実力者」である以上は核をも超える力を手にいれるというのは方法の一つでしかなく、手段と目的が混合してしまっている。
魔人ディアボロス
約1000年前に突如出現し、世界を破壊しようと各地を蹂躙した異形の巨人。圧倒的な破壊力と再生能力を持ち、おびただしい数の血が流れたが、オリヴィエ、フレイヤ、リリの「3英雄」の手によって討伐された。
その後はディアボロスの細胞に眠る力を独占しようとするディアボロス教団による情報操作により隠蔽され、現在はおとぎ話として認知されている。
その正体はアウロラのことであるが、魔人ディアボロスのオリジナルとされる魔物も存在している。
悪魔憑き
ある日突然、女性の身体が腐りだして死ぬ奇病。発現した患者は例外無く体が崩れて醜い肉塊になり果て、家族から嫌われ捨てられる。教会が浄化と称して有料で引き取り、実際は後述のように人体実験などを行い始末している。このため、悪魔憑きの患者を教会に運びこむのが商売として成り立っている。 その原因は体内に大量に蓄積された魔力が暴走したもの。従ってこれらの患者は強大な力を秘めている可能性があり、教団も「適合者」と呼んで確保につとめている。七陰以下のシャドウガーデンのメンバー全てが罹患した者達であり、その境遇から救ってくれたことが組織への忠誠の源泉となっている。
世間では男性となっている魔人ディアボロスを討伐したエルフ・獣人・人間の各種族における女英雄3人の血をひく女性に引き継がれた強大すぎる魔力が制御を離れ暴走した状態であり、世代交代によって英雄世代から離れ血が薄まっていく程発現率は下がっていく。エルフ＞獣人＞人間の順で寿命が短いため、世代交代を多く行った人間は悪魔憑きの発現率は低く、逆に世代交代の回数が少ないエルフは発現率が高い。
その正体は、過去にディアボロス教団の実験によってディアボロス細胞を埋め込まれた人物が、細胞に適応できずに拒絶反応を起こし、細胞が暴走を起こした状態。ディアボロス細胞は魔力によって制御が可能であるため、本人が十分な魔力制御能力を有する、もしくは他人が外部から制御を行うことで細胞に適応し、体が崩れることは無くなる。女英雄3人にも同様に実験によって埋め込まれ、ディアボロス討伐後彼女達が子孫を産んだ際にディアボロス細胞が受け継がれた結果、ディアボロス細胞を持つ人物が拡散し世界中で悪魔憑きの現象がみられるようになった。ディアボロス教団は実験の存在を隠すため、忌避するべき「病気」として扱い、教会で処分することで真実の露見を防いでいる。世代交代で発現率が減少していくのは、両親からそれぞれ遺伝子を一部受け継ぐという生殖の性質上、ディアボロス細胞の含有量が世代交代を行う度に減っていくからである。
長らく治療法は存在しなかったが、シドのアルファを使った魔力実験によって元の姿に戻る治療法が確立。その後シャドウガーデンによって発現者に使用され、治療と共にメンバーを増やすことに活用されている。
漫画版と『マスターオブガーデン』では魔力の流れを「魔力回路」と称し、罹患者に応じて魔力回路を改変・適応させる事により治療を行なっている。また種族毎に魔力回路も異なっており、シドは全種族に適応できる治癒方法を確立させているが、シャドウガーデンとっては種族毎の微調整が困難とのこと。
ディアボロス教団
約1000年前、世界を壊そうとした魔人ディアボロスの復活と、そのディアボロスの力の私物化を目的とするカルト教団。表舞台には出ず権力層にも深く根を張っている邪教徒達……というのは、シドがアルファをごっこ遊びに付き合わせるためのでっち上げの嘘だったのだが、嘘の話そのままに実在していた。しかし、シドはそんな組織は存在していないと思いこんでいる。部下の戦闘力をドーピングで底上げすることや誘拐・洗脳による尖兵の生産を常套手段としている。「ナイツ・オブ・ラウンズ」と呼ばれる最高戦力でもある12人の騎士達「円卓会議」によって指揮されている。協力者を除くと構成員は男ばかり登場しているが、シャドウガーデンに鞍替えした元教団員の女性もいる。
元々はディアボロスを討伐するために各地の孤児を集めて実験していた機関であり、悪魔憑き化しない数少ない少女達、中でもオリヴィエを発見してからは彼女を英雄と祭り上げ、結果としてディアボロスの討伐を果たす。しかし真の目的はディアボロスの力の私有化にあり、リンドブルムに封印した魔人ディアボロスの左腕の調査・研究の末に不老不死の力を得る秘薬「ディアボロスの雫」を開発する。
そして今では「ディアボロスの雫」により不老となったナイツ・オブ・ラウンズによる強固で絶対的な支配が世界的に行われている。とはいえ教団内部ではナイツ・オブ・ラウンズの地位を求めて派閥争いが起こっており、一枚岩とはいいがたい。
ディアボロス・チルドレン
孤児や貧しい平民の子の中から魔力適正のあるものを誘拐し、薬物投与や洗脳教育、訓練を受けさせてディアボロス教団の尖兵として作り変えられた存在。通常の騎士を遥かに上回る戦闘力をもつ。ラウンズなどを自力で打倒してラウンズ入りするといった、生え抜き以外のいわばスカウトされた者もチルドレンと呼称される。
1stから3rdまでのランクが存在し、番号が小さいランクほど優秀となる。3rdは出来損ないとされ、強い洗脳によって精神が崩壊し、まともに会話もできない状態となっている。
ちなみに、シャドウガーデンのメンバーには元ディアボロス・チルドレンの経歴を持つ者も存在している。
ディアボロスの雫
ネルソンがディアボロスの斬り落とされた左腕を研究し、開発した薬。血の様に赤いことから「ディアボロスの雫」と名付けられた。
服用すると莫大な力と不老の肉体を得るが、1年に1度定期的に服用しなければ効力を失うことと、1年に12滴しか生産できないという2つの欠点が存在する。ナイト・オブ・ラウンズが12人なのはディアボロスの雫の生産量の限界が関係している。
後に聖域が破壊されディアボロスの左腕が解放されたことで生産量が落ちており、派閥争いの激化を招いている。
開発途中に強い副作用を持つ未完成品も大量に製造されている。こちらはナイト・オブ・ラウンズではない教団員が一時的な強化として使用しており、作中ではオルバ、ゼノン、月丹が服用している。
媒体によって見た目が異なり、書籍では液体、コミカライズ版では錠剤、テレビアニメ版では液体を固めた状態の丸い物体として描かれている。
聖教
女神ベアートリクスを信仰する、異世界で最大の信仰者を持つ宗派。ミドガル王国・オリアナ王国・ベガルタ帝国を挟んだ多島海峡に位置する、四つの島から形成される「都市国家群」のひとつ「宗教国家オルム」を本拠地としている。聖教は各地の悪魔憑きを引き取り天に送る事を旨としており、秘密裏にテンプラーに処刑させている。聖教内でもディアボロス教団の手が伸びており、聖教内でも水面下では様々な派閥が闘争を繰り広げている。
テンプラー
『マスターオブガーデン』に登場。宗教国家オルムを本拠地とする聖教の異端審問を担当する組織。異端認定した対象を暗殺する処刑部門であり、世間には公にされていない秘密組織。異端認定した対象は殺すことが絶対であり利用することも忌避しているため、悪魔憑きを実験材料として確保したいディアボロス教団とは対立しており、悪魔憑きも渡すことなく処刑している。そのため悪魔憑きを確保したいディアボロス教団と、ディアボロス教団と癒着している教団派の派閥とは幾度も抗争を繰り返している。
魔剣士
主人公たちの世界には魔力という概念はあるが火や水を放つなどの魔法という概念はなく、魔力は作中ではもっぱら身体や武器の強化に用いられるエネルギーとして使うことが一般的であり、治癒も存在はするが難しい。魔力を用いた攻撃でなければ魔獣にダメージを与えても再生してしまうため、魔力を宿した武器でなければ基本討伐できない。
魔力の有無は才能で決まるが魔力持ちは珍しくはなく、努力次第で魔力を伸ばすこともできる。魔力がある相手に魔力無しで戦うのは差が歴然としており自殺行為といってもいい。平均的な魔剣士なら十分な装備をもつ兵士十数人で抑え込めるが、逸脱した実力を持つ魔剣士の存在は戦争の趨勢を決めるとされている。このため、いくつかの流派はあるが魔力での力押しでまず勝ててしまうので、前世において様々な武術を習得したシドからすれば、純粋な戦闘技術は精錬されていないとのこと。魔力は自分の体から離れると途端に制御が効かずに霧散するといった性質があるため、魔力の斬撃を飛ばすといった使用法は膨大な魔力と常識外ともいえる程の魔力制御能力を必要とする。
大抵の魔剣士は魔剣士学園卒業後は国や貴族の騎士団、もしくは自治団体に雇用される他、魔剣士協会に登録する事により各地の自警団に配属される。
アニメ版の世界では原作には無い銃器が存在するが、銃器を使う一般兵よりも魔剣士の方が攻防共に優れていると視覚的にわかりやすい比較描写がなされている。
ミドガル王国
シドが転生した異世界の王国。中世的な階級社会であり、文明レベルは馬車などの家畜に頼った移動手段が普及している程度。
ただし、テレビアニメ版においては蒸気機関車を用いた鉄道が都市間に整備されている他、王都では路面併用軌道による蒸気式の市内交通も存在しており、ミドガル魔剣士学園の生徒達の一部はそれを利用して通学している。
ミドガル魔剣士学園
シドやアレクシア達が通う学園。魔力を持つ貴族の子弟は15歳になれば魔剣士学園に入学する義務があり、それに基づいてシドも進学した。家の身分や実力によって格差があり、身分の高い者や実力があるものは学校から近いところに住むことができる。
後にディアボロスの右腕が封印されていることが判明した。そのため王都内で監視役であるフェンリル派の他にロキ、ヘル、ヨルムンガンドの派閥が点在し、右腕の所有権を巡って水面下で小競り合いをしていた。のちにフェンリル派の全アジトがシャドウガーデンの一斉襲撃で壊滅した事により小競り合いが泥沼化している。
無法都市
ミドガル王国とベガルタ帝国の国境沿いの多島海峡沿岸部に位置する都市。名前の通り無法者が集うスラム街で、犯罪件数及び死亡者数が異世界一位。街には3つの塔が建てられており、それまで「紅の塔」エリザベート、「白き塔」ユキメ、「黒き塔」ジャガノートの3人が街を支配していたが、吸血鬼騒動でシャドウがアイ・アム・リカバリーアトミックで紅き塔を消滅させ、ジャガノートもデルタによって狩られたため、実質的にユキメが支配者となった。
テレビアニメ版2期では、アイ・アム・リカバリーアトミックはあくまで治癒能力であり、紅の塔は破壊していないが、エリザベートと吸血鬼達が新天地を求めて旅立ったため無人となり、ミツゴシ商会が土地全てを買い上げ、塔を潰して石油プラントらしき建造物を建て、プラントを中心とした工業地帯となった。
カゲノー領
シドの実家でミドガル王国北部の山脈の麓に位置する。現領主はオトン・カゲノー。山々に囲まれたのどかな田舎町であり、山林の廃墟に最初のアジト（現アルファの家）がある他、東部にはシドがちょっと本気ダッシュして数時間で聖地リンドブルムやアレクサンドリアが在る。鉄道も設けられており、テレビアニメ版20話では駅前にミツゴシ商会の一般市民向け商店が建てられているなど、ミツゴシ商会が資金投入している模様。
オリアナ王国
「芸術の国」と称される王国。ミドガル王国とは同盟を結んでいる。絵画・小説・音楽などの芸術関連が盛んで、観光地として人気がある。剣術は野蛮とされており、個人の力量はともかく軍隊などの明確な兵力は有しておらず、有事の際は同盟国であるミドガル王国の兵に守ってもらう。
オリアナ王国が「芸術の国」となったのは、黒キ薔薇の騒動でディアボロス教団に弱みを握られて抵抗する戦力を奪われ、ディアボロス教団に娯楽を提供する存在として作り替えられたからであり、国家そのものがディアボロス教団の傀儡となっている。剣術が野蛮という思想も、反抗するための戦力を作らせないためにディアボロス教団が植え付けたものである。
テレビアニメ版2期では各地で内乱が発生しており、書籍版を主軸にWeb版のストーリーを取り入れた内容になっている。
ベガルタ帝国
異世界で有数の軍事国家。ラムダとオメガも高位軍人として在籍していた。魔剣士の最高位に7人の魔剣士で構成される「ベガルタ七武剣」が在り、カレン・フォン・ヘルツォーク（カイ）とアンネローゼ・フシアナスも在籍していた。
かつて旧王制による大国家であり、数百年前に10万の兵を率いてオリアナ王国に侵攻したが、黒キ薔薇により全滅し弱体化したのが発端で旧王制は崩壊。そして貴族達による群雄割拠の戦乱の時代に突入し、ほとんどの貴族達が疲弊し、それでも大陸統一を渇望していた所をディアボロス教団が介入。結果として協力関係を結んだ貴族が大陸統一を成して初代皇帝となり、以後もディアボロス教団は裏で貴族や要職等に介入するなど、癒着関係を築いている。
マドリー
ベガルタ帝国東部に位置する海運都市。かつてナール川を利用した海運業により繁栄していたが、100年前に害竜マラクが出没してからは海運が途絶えて過疎化した。イータの地質調査によると油田がある可能性があり、テレビアニメ版では14話にて、偶然にもマドリー領主の長男・ルードがミツゴシ商会にマドリーの土地売買を持ちかけており、同時期に念願の油田が発見できた事から土地全てを買い上げ、合法的に街の大半がミツゴシ商会の所有地となった。
多島海峡
ミドガル王国、オリアナ王国、ベガルタ帝国を挟んだ場所に位置し、宗教国家オルムを含む「都市国家群」をはじめとする大小様々な島が存在する海峡。
テレビアニメ版2期ではかつて広大な陸地だったが、数百年前にベガルタ帝国が10万の兵を率いて侵攻した際、侵攻を防ぐためにオリアナ王国が「黒キ薔薇」を発動させた結果、ベガルタ兵諸共大半の陸地が消失して現在の海峡が形成された旨が語られている。
シャドウガーデン
シャドウがディアボロス教団に対抗するという名目で立ち上げた地下組織。構成員は書籍版最新刊時点で700人を超えており、加入のきっかけとなる悪魔憑きの特性ゆえに、エルフが大多数を占める。リーダーはシャドウであるものの、全てをアルファに丸投げしているのでアルファが実質的なリーダーとなっており、シャドウ本人は組織の全容を把握していない。それどころか、シャドウは七陰全員がディアボロス教団など現実には存在しないのに気づき、シャドウガーデンがごっこ遊びだと悟ったためにオルバ討伐後に自分の元を離れるも、体を治してくれたお礼も兼ねて七陰とミツゴシ商会の従業員の一部がシャドウガーデンごっこに付き合ってくれていると思っているので、本当にシャドウガーデンが存在しているとも思っていない。
メンバーのほぼ全員が元々膨大な魔力の暴走が原因である悪魔憑きだったため、個人差はあるがそれぞれ強力な魔力を持ちシャドウ由来の戦闘術習得により一人一人の戦闘能力が高い上、ガンマが経営するミツゴシ商会が急成長して既存の財閥と抗争できるまでに発達しているので、表と裏双方の社会においても強大な規模を持つ。「一見すると何処にでもいるような学生だが、実は強大な組織のボス」ということであればシドも「陰の実力者」なのだが、その一方で「実は傀儡で真のボス（実質的なリーダーであるアルファ）が別にいる」という構図にもなっている。
ほぼ全員が女性にしか発現しない悪魔憑きの経験者という背景から、シャドウガーデンのメンバーはシャドウを除いて悪魔憑きを発症した女性ばかりな“女の園”となっている。
シャドウガーデンの目的はディアボロス教団の壊滅だが、シド個人の目的は陰の実力者ごっこをしたいだけ、と一致していない。メンバーは悪魔憑きとなったことで一族や仲間から捨てられたり排斥され帰る場所を失ったため、現在の環境に満足し元々の身分などには執着していない者が殆どである。
拠点は発足当初はアルファを見つけた廃村の中にシャドウが建てた木製の小屋。規模が巨大化してからは七陰とナンバーズの多くは王都にあるミツゴシ商会の屋上に建てられた邸宅を拠点とし、一部下位メンバーはアレクサンドリアに集まっている。シャドウ=シドであることを知る者は七陰やミドガル王都のミツゴシスタッフ、ウィクトーリアである。
シャドウに対する忠誠心は絶対的であるが、ディアボロス教団の壊滅を目標とするアルファ達の派閥とは別に、シャドウに永遠の命を与え世界を管理する神に仕立て上げることを目標とするゼータの派閥があり、独自に行動している。
小説・漫画では基本的に目元に仮面をつけて行動しているが、アニメ版では特に顔を隠すことなく素顔で活動している。
七陰（しちかげ）
シャドウガーデンの中でも別格の実力を持つ七人の幹部。シャドウ自らが悪魔憑きの治療を行い、数年間シャドウと共に過ごし、シャドウの武術・魔力指導を全員受けているのでシャドウの幼馴染兼弟子ともいえる存在。席次は加入順で順番にギリシア文字一文字の名前を与えられており、統括役であるアルファ以外基本的に上下関係は存在しない模様。また、シャドウが転生前の聞きかじった知識やピアノ等の技能も教えており、一部はそれらを活用して表舞台で成功し地位を得ている。シドの元から一旦離れて組織の構築・発展のため世界に散った後も、七人のうち一人は持ち回りの当番制でシドのサポートとして側に控えていた。組織が巨大化してからはシドのサポートはニューに一任されている。
漫画連載版では当初「ななかげ」と言われていた。
ナンバーズ
原作では七陰に次ぐ力を持つ幹部格のみを指すがコミック版等ではその下の一般メンバーも含めてナンバーズと呼称されている。
七陰に実力を認められている上位メンバーは同じくギリシア文字の名前を与えられ、七陰直属の部下としての役割を持つ。下位メンバーは名前を名乗ることは許されておらず番号で区別されており、クレア誘拐事件後にシドがミドガル魔剣士学院に入学するまでの空白の2年で七陰が600人近く集めた。現在進行形でメンバーが増え続けている（西野アカネで712番）。大半が表向きはミツゴシ商会のスタッフとして働いている。
テレビアニメ版では、上位メンバーはスライムスーツの上に装飾の入った上着を着ている。またミツゴシ商会関連で店員として働いたり、昔話を語る際アテレコや地の文を担当するなど、雑用をこなす形で原作よりも出番が増えている。
ミツゴシ商会
ルーナ商会を前身とするシャドウガーデンのフロント企業。カモフラージュの役割も果たしている。
創業者にして現会長はルーナの偽名を使うガンマ。七陰がシドの元を離れて各地に散った後に、かつてシドから影の叡智として聞いた知識を使い、それまで異世界に存在しなかったチョコレートやコーヒーをはじめとする様々な商品を開発・販売して巨万の富を得、その資産を元にミツゴシ商会を立ち上げた。その後も国内外の一等地に支店を設けることにより高級感を与えると同時に、低価格で一般人にも提供できるようチェーン店も展開する他、専業農家などとの契約による良質な素材の確保や僻地にも配達するサービスなど、それまで異世界に無い流通革命を起こし、起業して数年で世界有数の大商会になった。他にもかつてシドが話してくれた銀行と信用創造を元に「ミツゴシ銀行」も設立し、それまで硬貨しかなかった異世界にはじめて「紙幣」を発行し、貨幣価値にも革命を起こすことになる。
様々な革命を起こすことで巨万の富を得ているが、その一方で元々存在している商会のシェアを奪ったことで対立関係を築いてしまい、その過程でディアボロス教団に協力する商会と抗争を繰り広げる。
スタッフ全員がシャドウガーデンのメンバーの女性であり、シャドウに対して絶対の忠誠を誓っている。
各店舗の屋上にはシャドウガーデンの作戦室として邸宅を設けており、シャドウ（シド）のための玉座を設けている他、活動資金として10億ゼニーを常備している。
アニメ版では王都本店の吹き抜け式のホールにシャドウと七陰のバレバレな彫像が展示されており、屋上の邸宅は周囲が外壁を上に延長し盛り上がった壁で隠され、地上から見上げると邸宅が見えない構造となっている。近年ではTバックなどの女性用下着をはじめとする服飾品、も自社ブランドで生産・販売しており、クリスティーナをはじめとするブランド志向者も存在する。またショートアニメ『かげじつ！』では、「陰の叡智」を元にウイスキーも発明しており、ウイスキーをチョコの中に封じた「ウイスキーボワンボワン」を開発した。
三越がモデル。
まぐろなるど
世界各地でチェーン展開しているバーガーショップで、ミツゴシ商会と同様こちらもシャドウガーデンのフロント企業。ミツゴシ商会がルーナ商会だった頃に活動資金を得るべく露天商店として展開していた際に、なかなか業績が伸びないと悩んでいたガンマに対してゼータが息抜きにと海に誘い、その際にマグロのフライに、「陰の叡智」を元に作ったタルタルソースをかけたサンドイッチを食べてヒントを得、のちに商品改良したマグロバーガーが大ヒットして、やがてチェーン展開をして巨万の富を得た。現在もミツゴシ商会と切り離した形で展開しており、ガンマ個人としては、牛肉を使ったバーガーを最終目標としている。
ミツゴシ商会と大商会連合の抗争の際はミツゴシ商会とは分野が違うためか、巻き込まれたような様子は無い。
マクドナルドがモデル。
アレクサンドリア
一般では「幻の都」と称されている都で、シャドウガーデンの本拠地。ミドガル王国東部の聖地リンドブルムよりさらに東部の、深霧に覆われた樹海「深淵の森」の中に位置する。1000年前に小王国が存在したが、契約していた王族の腐敗統治を見兼ねた古龍「霧の龍」に滅ぼされて霧の龍の棲家になった。
シャドウガーデン結成時は廃村をアジトにしていたが、構成員が100人を越えたことで「隠れ家」として機能し辛くなった所でゼータがアレクサンドリアを発見。そしてアルファから相談されたシドが霧の龍と闘い勝利し、シドを気に入った霧龍と契約してシャドウガーデンの本拠地になった。
霧の龍の吐く猛毒の霧による結界が施されており、正しい道を進まないと猛毒で死に至る。
内部の都はまさに理想郷そのものであり、訓練所や研究・開発室など様々な部署がある他、小王国時代から栽培されていた、異世界で唯一のカカオやコーヒーノキの広大な農園も残っており、ガンマは念願のチョコレートが作れると歓喜し、以後は構成員が農園を管理してカカオマスを精製し、結果としてミツゴシ商会は異世界で唯一チョコレートを独占販売できる商会になった。のちにシドが「陰の叡智」で語っていたコーヒーも再現する事に成功した。
テレビアニメ版では本部に巨大なシャドウの彫像が設置されている。
ミツゴシ温泉ランド
原作・コミカライズには登場せず、テレビアニメ版オリジナルの施設。かつて水の豊かな小国が存在し、王族の姫君と、土地を守護していた水龍との契約で栄えていたが、隣国により攻め滅ぼされ、水龍も封印された。
時は流れて現在。本編より数年前、ディアボロス教団のアジトを殲滅した際に教団員が漏らした言葉に勘違いしたシャドウが七陰に採掘させて温泉を掘り当て、のちにミツゴシ商会を興したガンマが、かつて陰の叡智で聞いた「温泉レジャー施設」として、土地ごと建築した。
異世界初の温泉を用いた施設であり、温泉やサウナをはじめ、巨大プールや娯楽施設など内容は豊富であり、オープニングセレモニー前には混雑を予想してミツゴシ商会利用者に提供したチケット所有者のみの入園にしていたが、それでもプレミアが付くほどで、当日は大混雑した。
のちに紆余苦択で封印が解かれ、怨念と化した水龍をアルファ達が浄化。感謝した水龍は温泉と同化し、温泉に健康促進の効能を与えた。
施設入口にはミツゴシ商会ミドガル王都本店のホール同様に、シャドウと七陰のバレバレな彫像が建てられている。
リンドブルム
英雄オリヴィエが魔人ディアボロスの左腕を切り落し封印したとされている場所。聖教では聖地とされているが、ディアボロス戦争の際、大勢の魔剣士たちが倒れされて、その記憶と残存魔力が滞留しているので実際は墓場のようなものである。
年に一回、女神の試練という戦闘のイベントがある。闘士の実力が一定以上の場合に、それに見合った戦士の霊が召喚され、その戦士の霊と戦うというもの。実力が低い場合はそもそも召喚されず、そのまま退場となる。戦士の霊が召喚された場合結界で封鎖されて1対1の戦いとなり、戦闘が終わるまで出ることはできない。過去には戦士の霊に殺害された事例もある。戦士の霊を倒した場合はメダルが授与され、騎士団の加入などの際、実力の証明として有効活用できる。
その実態は、約1000年前のディアボロス戦争時に悪魔憑きや封印されたディアボロスの左腕を研究する施設であり、残存魔力の滞留している土地を利用して、封印という形で隠蔽していた。
特定の人間にしか使用できない聖剣やその剣でしか切れない鎖などの仕掛けがあったが、ネルソンとオリヴィエの複製との戦闘中に「めんどくさい」という理由でシャドウがアイ・アム・オールレンジアトミックを使用し、ネルソン達共々跡形も無く吹き飛ばされ、その結果封印されていたディアボロスの左腕は解放された。
テレビアニメ版では女神の試練において、ネルソンが足元の隠されたスイッチを踏んで結界を起動させたり、シドがアウロラを呼び出した際ネルソンが「まだ動かしていない」と発言したりと、戦士の霊を呼び出すかどうかをディアボロス教団が操作できることが示唆されている。
吸血鬼
エリザベートを始祖とする異世界で太古の昔より存在する魔族。かつては人間を食糧（血液）として食らい続けることで不老不死を得て栄華を極めていたが、陽の光に弱く、心臓を破壊されると灰になるという弱点が露呈してからは人間達に狩られて衰退していった。
血液の摂取を断つと高い身体能力を失うことと引き換えに陽の光を克服できることから、一時はエリザベートの指導の下で共存の道を選んだが、クリムゾンの謀略で暴走したエリザベートにより3つの都市が壊滅し共存は頓挫。その後クリムゾンによってエリザベートは二度目の暴走を起こすが、シャドウのアイ・アム・リカバリーアトミックによって正気に戻り、残った吸血鬼達と共に新天地を求めて旅立った。
赤き月
1000年に一度、天体的に月が最も星に近付く時に魔力も活性化し、また太陽からの光の影響で月が赤く見える。クリムゾンはこの時を利用して1000年前にエリザベートを暴走させ、現在も赤き月が訪れるのを利用してエリザベートを復活させようとした。
魔界
シドたちが住む世界の外に存在する世界。
無数に存在する世界の全ては星系や銀河のようにある一点を中心に周回しており、シドたちが住む世界もその一つである。氷の世界、毒の世界、魔物が住む世界などがあり、シドたちが住む世界以外の世界を総称して魔界と呼ぶ。
それぞれの世界は周回する速度が異なるため時折世界同士が衝突することがあり、それによって互いの世界に影響を及ぼすことがある。シドたちが住む世界に魔物や魔力が存在するのも、一千万年前に魔界の一つと衝突したことで魔界から魔物や魔力が流れ込んだためであり、逆にシドたちが住む世界の人物が魔界に流れて行ってしまうことで神隠しの概念が生まれている。
シドの前世である実の世界も例外ではなく、魔力などが無いのは今まで運よくどの魔界とも衝突していなかっただけに過ぎない。実際に実の死亡後、魔界との衝突が発生したことによって魔物と魔力が流れ込み、魔物の侵攻による日本崩壊や日本に住むアカネ達が魔力を得る原因となった。
黒キ薔薇
十万のベガルタ兵の侵攻によって一時滅亡の危機にあったオリアナ王国が使用し、ベガルタ兵を一夜で全滅させた、という伝説の存在。
その正体は魔界とシドたちが住む世界を繋ぐゲート。十万のベガルタ兵が全滅したのは、黒キ薔薇を通って魔界から魔物が流れ込みベガルタ兵を襲ったからである。ただし黒キ薔薇や魔物の制御はオリアナ王国にもできず、オリアナ王国も魔物に襲われてしまったが、ディアボロス教団がゲートを閉じることで騒動は終結、しかしディアボロス教団に弱みを握られる結果となった。
ゲートがどの魔界とつながるかはディアボロス教団にも完全には制御できず、モードレットが使用した際は第四魔界と繋がってラグナロクを呼び寄せ、その後シャドウとベータが飛び込んだ際は、シャドウの前世である実の世界と繋がった。
テレビアニメ版2期では、ディアボロス教団が過去に地質調査をした結果、一千万年前まで魔力が存在せず竜が存在していたが、魔力が発生した事により抵抗力を持たない竜は絶滅。同時期に人類種が突然文明を持った状態で出現した事が判明し、異世界の人類種の起源は進化論ではなくゲートから訪れた「異世界転移」だと推測している。

## 既刊一覧

### 小説
- 逢沢大介（著）・東西（イラスト）『陰の実力者になりたくて！』KADOKAWA、既刊6巻（2023年10月30日現在）
  1. 2018年11月5日初版発行（同日発売[47]）、ISBN 978-4-04-735302-2
  2. 2019年3月5日初版発行（同日発売[48]）、ISBN 978-4-04-735580-4
  3. 2019年7月26日初版発行（同日発売[49]）、ISBN 978-4-04-735711-2
  4. 2021年2月26日初版発行（同日発売[50]）、ISBN 978-4-04-735878-2
  5. 2022年12月28日初版発行（同日発売[51]）、ISBN 978-4-04-737311-2
  6. 2023年10月30日初版発行（同日発売[52]）、ISBN 978-4-04-737691-5

### 漫画
- 坂野杏梨（漫画）・逢沢大介（原作）・東西（キャラクター原案）『陰の実力者になりたくて！』KADOKAWA〈角川コミックス・エース〉、既刊16巻（2025年7月25日現在）
  1. 2019年7月26日初版発行（7月25日発売[53]）、ISBN 978-4-04-108471-7
  2. 2019年9月26日初版発行（9月24日発売[54]）、ISBN 978-4-04-108683-4
  3. 2020年6月26日初版発行（6月25日発売[55]）、ISBN 978-4-04-109326-9
  4. 2020年8月26日初版発行（8月25日発売[56]）、ISBN 978-4-04-109332-0
  5. 2021年2月26日初版発行（同日発売[57]）、ISBN 978-4-04-111002-7
  6. 2021年6月25日初版発行（同日発売[58]）、ISBN 978-4-04-111564-0
  7. 2022年3月26日初版発行（同日発売[59]）、ISBN 978-4-04-111565-7
  8. 2022年9月26日初版発行（同日発売[60]）、ISBN 978-4-04-112936-4
  9. 2022年10月26日初版発行（10月25日発売[61]）、ISBN 978-4-04-112937-1
  10. 2022年11月26日初版発行（11月25日発売[62]）、ISBN 978-4-04-112938-8
  11. 2023年5月26日初版発行（同日発売[63]）、ISBN 978-4-04-113684-3
  12. 2023年10月26日初版発行（同日発売[64]）、ISBN 978-4-04-113685-0
  13. 2024年5月24日初版発売[65]、ISBN 978-4-04-114968-3
  14. 2024年11月25日初版発売[66]、ISBN 978-4-04-115574-5
  15. 2025年2月26日初版発売[67]、ISBN 978-4-04-115857-9
  16. 2025年7月25日初版発売[68]、ISBN 978-4-04-116209-5
- 瀬田U（漫画）・逢沢大介（原作）・東西（キャラクター原案）『陰の実力者になりたくて！ しゃどーがいでん』KADOKAWA〈角川コミックス・エース〉、全6巻
  1. 2020年6月26日初版発行（6月25日発売[69]）、ISBN 978-4-04-109327-6
  2. 2021年2月26日初版発行（同日発売[70]）、ISBN 978-4-04-109333-7
  3. 2022年3月26日初版発行（同日発売[71]）、ISBN 978-4-04-112378-2
  4. 2022年10月26日初版発行（10月25日発売[72]）、ISBN 978-4-04-113040-7
  5. 2023年5月26日発売[73]、ISBN 978-4-04-113688-1
  6. 2023年10月26日発売[74]、ISBN 978-4-04-113689-8
- kanco（漫画）・逢沢大介、マスターオブガーデン製作委員会（原作）『陰の実力者になりたくて！マスターオブガーデン〜七陰列伝〜』KADOKAWA〈角川コミックス・エース〉、既刊2巻（2025年7月25日現在）
  1. 2024年11月25日初版発売[75]、ISBN 978-4-04-116208-8

## テレビアニメ
2021年2月にテレビアニメ化が発表され、第1期は2022年10月から2023年2月まで、AT-Xほかにて放送された。
第1期第1話では「小説家になろう」で「書籍発売記念閑話」として公開され、後に書籍版4巻に付章として収録された主人公シドの転生する前のエピソード「彼の名は影野ミノル」をプロローグとしてアニメ化している。アニメ企画当時は原作4巻は未刊行だったが、監督の中西和也は「この作品の一番の特徴を説明するのに一番判り易い話だった」と語っている。第2話からは原作1巻と2巻の範囲がアニメ化されている。
原作と同様に、アニメでも魔力と魔剣士が存在する。だが、原作での転生先は中世ヨーロッパ風の世界だったのに対し、アニメでは蒸気機関車や銃器など近代に近いテクノロジーレベルで描かれている。また、約1000年前には電気が存在していた模様で、科学技術が発達した施設も存在している。オープニング映像ではそれをより推し進め「もし現代世界にシャドウガーデンがいたら」「本編とは真逆の白を基調としたスーツを身にまとうアルファ達」「青空の下でビルの間を飛翔し敵と戦うシャドウガーデン」という本編ではありえないif（もしも）の世界観を描いている。
第2期は2023年2月に制作決定が発表され、同年10月から12月まで放送された。原作3巻および4巻の前半（三章までのオリアナ王国編）のアニメ化。

### スタッフ
- 原作 - 逢沢大介[21]
- キャラクター原案 - 東西[21]
- 監督 - 中西和也[21]
- シリーズ構成 - 加藤還一[21]
- キャラクターデザイン・総作画監督 - 飯野まこと[21]
- 総作画監督 - 野田康行[36]
- 美術監督・美術設定 - 李凡善[15]
- 色彩設計 - 田中直人、岡崎順子[15]
- プロップデザイン - 北原大地[15]
- 撮影監督 - 廣岡岳[15]
- 3DCG監督 - 濱村敏郎[37]
- 編集 - 坪根健太郎[15]
- 音響監督 - 明田川仁[15]
- 音響効果 - 上野励[36]
- 音響制作 - マジックカプセル[15]
- 音楽 - 末廣健一郎[15]
- 音楽制作 - KADOKAWA[15]
- 音楽プロデューサー - 若林豪[36]
- プロデューサー - 菊島憲文[36]、水口雄夫[36]、宇都宮裕人[36]、丸山創[36]、渡瀬昌太（第1期）[36]、飯塚彩（第2期）
- アニメーションプロデューサー - 中村浩士[15]
- アニメーション制作 - Nexus[21]
- 製作 - シャドウガーデン[21]

### 主題歌
「HIGHEST」
OxTによる第1期オープニングテーマ、第2期第12話エンディングテーマ。作詞はhotaru、作曲はTom-H@ck、編曲はKanadeYUK。
「Darling in the Night」
七陰による第1期エンディングテーマ。作詞は烏屋茶房、作曲・編曲は篠崎あやと、橘亮祐。
歌 - 
α アルファ（瀬戸麻沙美、第2・10・18話）、
β ベータ（水瀬いのり、第3・12話）、
γ ガンマ（三森すずこ、第4・11・16話）、
δ デルタ（ファイルーズ あい、第5・13・19話）、
ε イプシロン（金元寿子、第6・15・17話）、
ζ ゼータ（朝井彩加、第7・9話）、
η イータ（近藤玲奈、第8・14話）
テレビアニメ版のエンディングではエピソードごとに一人ずつ歌うソロの歌となっている。
「grayscale dominator」
OxTによる第2期オープニングテーマ、第1話のエンディングテーマ。作詞はhotaru、作曲・編曲はTom-H@ck。
「Polaris in the Night」
第2期エンディングテーマ。作詞は深川琴美、作曲・編曲は伊藤翼。
歌 - シャドウ ガーデン ナンバーズ Shadow Garden Numbers［λ ラムダ（長谷川育美）、ν ニュー（内田真礼）、τ カイ（南真由）、ω オメガ（前川涼子）、
λ ラムダ（長谷川育美、第2話・10話）、
ν ニュー（内田真礼、第3話・6話）、
τ カイ（南真由、第4話・9話）、
ω オメガ（前川涼子、第5話・11話）
「Darling in the Night」と同様、テレビアニメのエンディングではエピソードごとに一人ずつ歌うソロの歌となっている。CDでは全員が同時に歌っている独自のものが収録されている。
「Darling in the Night」
七陰による第2期第8話エンディングテーマ。作詞は烏屋茶房、作曲・編曲は篠崎あやと、橘亮祐。
歌 - 七陰（瀬戸麻沙美、水瀬いのり、三森すずこ、ファイルーズ あい、金元寿子、朝井彩加、近藤玲奈）
第1期のエンディングテーマと全く同じ曲だが、第1期は一人ずつ歌うソロの曲だったのに対して、こちらは全員が同時に歌っている。CDではこちらだけが収録されている。
「Everything is Changing」
前島麻由による第2期第7話挿入歌。作詞は川田まみ、作曲・編曲は中沢伴行。

### 各話リスト
| 話数       | サブタイトル         | 脚本       | 絵コンテ   | 演出       | 作画監督                       | アクション 作画監督 | 銃器作画監督 | 総作画監督 | 初放送日       |            |            |            |            |            |            |            |            |            |            |            |            |            |            |            |
| 1st season | 1st season           | 1st season | 1st season | 1st season | 1st season                     | 1st season          | 1st season   | 1st season | 1st season     | 1st season | 1st season | 1st season | 1st season | 1st season | 1st season | 1st season | 1st season | 1st season | 1st season | 1st season | 1st season | 1st season | 1st season | 1st season |
| ---------- | -------------------- | ---------- | ---------- | ---------- | ------------------------------ | ------------------- | ------------ | ---------- | -------------- | ---------- | ---------- | ---------- | ---------- | ---------- | ---------- | ---------- | ---------- | ---------- | ---------- | ---------- | ---------- | ---------- | ---------- | ---------- |
| #01        | 嫌いなクラスメイト   | 加藤還一   | 中西和也   | 中西和也   | 野田康行                       | 中西和也            | 北原大地     | 飯野まこと | 2022年 10月5日 |            |            |            |            |            |            |            |            |            |            |            |            |            |            |            |
| #02        | 結成シャドウガーデン | 加藤還一   | 中西和也   | 中西和也   | 明珍宇作                       | 中西和也            | 北原大地     | 飯野まこと | 10月12日       |            |            |            |            |            |            |            |            |            |            |            |            |            |            |            |
| #03        | 凡人の剣             | 加藤還一   | 中西和也   | 高島大輔   | 北原大地                       | 中西和也            | -            | 野田康行   | 10月19日       |            |            |            |            |            |            |            |            |            |            |            |            |            |            |            |
| #04        | 加虐への報酬         | 岡田邦彦   | 水本葉月   | 水本葉月   | たなべようこ 明珍宇作 北原大地 | 中西和也            | -            | 飯野まこと | 10月26日       |            |            |            |            |            |            |            |            |            |            |            |            |            |            |            |
| #05        | アイ・アム……         | 井上美緒   | 中西和也   | 中西和也   | 明珍宇作                       | 中西和也            | 北原大地     | 野田康行   | 11月2日        |            |            |            |            |            |            |            |            |            |            |            |            |            |            |            |
| #06        | 偽る者               | 加藤還一   | 高島大輔   | 高島大輔   | 北原大地                       | 中西和也            | 北原大地     | 飯野まこと | 11月9日        |            |            |            |            |            |            |            |            |            |            |            |            |            |            |            |
| #07        | 謀略と流血の剣術大会 | 岡田邦彦   | 中西和也   | 中西和也   | 北原大地                       | 中西和也            | -            | 野田康行   | 11月16日       |            |            |            |            |            |            |            |            |            |            |            |            |            |            |            |
| #08        | 狙われた魔剣士学園   | 井上美緒   | 高島大輔   | 高島大輔   | 明珍宇作                       | 中西和也            | 北原大地     | 飯野まこと | 11月23日       |            |            |            |            |            |            |            |            |            |            |            |            |            |            |            |
| #09        | 偽りの果て           | 加藤還一   | 中西和也   | 中西和也   | 北原大地                       | 中西和也            | 北原大地     | 野田康行   | 11月30日       |            |            |            |            |            |            |            |            |            |            |            |            |            |            |            |
| #10        | 聖地・欺瞞の都       | 岡田邦彦   | 高島大輔   | 高島大輔   | 明珍宇作                       | 中西和也            | -            | 飯野まこと | 12月7日        |            |            |            |            |            |            |            |            |            |            |            |            |            |            |            |
| #11        | 女神の試練           | 井上美緒   | 中西和也   | 高島大輔   | 北原大地                       | 中西和也            | -            | 野田康行   | 12月14日       |            |            |            |            |            |            |            |            |            |            |            |            |            |            |            |
| #12        | 記憶の中の真実       | 加藤還一   | 中西和也   | 中西和也   | 明珍宇作                       | 中西和也            | -            | 飯野まこと | 12月21日       |            |            |            |            |            |            |            |            |            |            |            |            |            |            |            |
| #13        | 消滅に捧げる血闘     | 岡田邦彦   | 高島大輔   | 高島大輔   | 北原大地                       | 中西和也            | -            | 野田康行   | 12月28日       |            |            |            |            |            |            |            |            |            |            |            |            |            |            |            |
| #14        | 君の嘘、君の願い     | 井上美緒   | 中西和也   | 中西和也   | 明珍宇作                       | 中西和也            | -            | 飯野まこと | 2023年 1月4日  |            |            |            |            |            |            |            |            |            |            |            |            |            |            |            |
| #15        | 最強最弱の男         | 加藤還一   | 西澤晋     | 高島大輔   | 北原大地                       | 中西和也            | -            | 野田康行   | 1月11日        |            |            |            |            |            |            |            |            |            |            |            |            |            |            |            |
| #16        | 見えざる真意         | 岡田邦彦   | 徳本善信   | 徳本善信   | 明珍宇作                       | 中西和也            | -            | 飯野まこと | 1月18日        |            |            |            |            |            |            |            |            |            |            |            |            |            |            |            |
| #17        | 闇に射す月光         | 井上美緒   | 西澤晋     | 高島大輔   | 北原大地                       | 中西和也            | -            | 野田康行   | 1月25日        |            |            |            |            |            |            |            |            |            |            |            |            |            |            |            |
| #18        | 刹那に賭ける         | 岡田邦彦   | 徳本善信   | 徳本善信   | 明珍宇作                       | 中西和也            | -            | 飯野まこと | 2月1日         |            |            |            |            |            |            |            |            |            |            |            |            |            |            |            |
| #19        | 踊る人形             | 井上美緒   | 中西和也   | 高島大輔   | 北原大地                       | 中西和也            | -            | 野田康行   | 2月8日         |            |            |            |            |            |            |            |            |            |            |            |            |            |            |            |
| #20        | 魔人降臨             | 加藤還一   | 中西和也   | 中西和也   | 飯野まこと 明珍宇作            | -                   | -            | 飯野まこと | 2月15日        |            |            |            |            |            |            |            |            |            |            |            |            |            |            |            |
| 2nd season |                      |            |            |            |                                |                     |              |            |                |            |            |            |            |            |            |            |            |            |            |            |            |            |            |            |
| #01        | 無法都市             | 加藤還一   | 中西和也   | 中西和也   | 北原大地                       | 中西和也            | -            | 飯野まこと | 10月4日        |            |            |            |            |            |            |            |            |            |            |            |            |            |            |            |
| #02        | 安息の地             | 加藤還一   | 中西和也   | 高島大輔   | 明珍宇作                       | 中西和也            | -            | 飯野まこと | 10月11日       |            |            |            |            |            |            |            |            |            |            |            |            |            |            |            |
| #03        | 覚醒の刻             | 加藤還一   | 中西和也   | 中西和也   | 明珍宇作 北原大地              | -                   | -            | 飯野まこと | 10月18日       |            |            |            |            |            |            |            |            |            |            |            |            |            |            |            |
| #04        | 偽りの仮面           | 加藤還一   | 中西和也   | 高島大輔   | 陳達理                         | 中西和也            | -            | 飯野まこと | 10月25日       |            |            |            |            |            |            |            |            |            |            |            |            |            |            |            |
| #05        | 糸を引く者           | 加藤還一   | 中西和也   | 中西和也   | 明珍宇作                       | 中西和也            | -            | 飯野まこと | 11月1日        |            |            |            |            |            |            |            |            |            |            |            |            |            |            |            |
| #06        | ジョン・スミス       | 加藤還一   | 中西和也   | 高島大輔   | 北原大地                       | 中西和也            | -            | 飯野まこと | 11月8日        |            |            |            |            |            |            |            |            |            |            |            |            |            |            |            |
| #07        | 大切なもの           | 加藤還一   | 中西和也   | 中西和也   | 陳達理                         | 中西和也            | -            | 飯野まこと | 11月15日       |            |            |            |            |            |            |            |            |            |            |            |            |            |            |            |
| #08        | 龍の涙               | 加藤還一   | 中西和也   | 高島大輔   | 明珍宇作 北原大地              | 中西和也            | -            | 飯野まこと | 11月22日       |            |            |            |            |            |            |            |            |            |            |            |            |            |            |            |
| #09        | 鍵                   | 加藤還一   | 中西和也   | 高島大輔   | 明珍宇作                       | 中西和也            | -            | 明珍宇作   | 11月29日       |            |            |            |            |            |            |            |            |            |            |            |            |            |            |            |
| #10        | 籠の鳥               | 加藤還一   | 中西和也   | 高島大輔   | 北原大地                       | 中西和也            | -            | 飯野まこと | 12月6日        |            |            |            |            |            |            |            |            |            |            |            |            |            |            |            |
| #11        | 決断                 | 加藤還一   | 中西和也   | 中西和也   | 陳達理                         | 中西和也            | -            | 飯野まこと | 12月13日       |            |            |            |            |            |            |            |            |            |            |            |            |            |            |            |
| #12        | HIGHEST              | 加藤還一   | 中西和也   | 中西和也   | 明珍宇作                       | 中西和也            | -            | 飯野まこと | 12月20日       |            |            |            |            |            |            |            |            |            |            |            |            |            |            |            |

### 放送局
| 放送期間                      | 放送時間                     | 放送局     | 対象地域 | 備考                                            |
| ----------------------------- | ---------------------------- | ---------- | -------- | ----------------------------------------------- |
| 2022年10月5日 - 2023年2月15日 | 水曜 22:30 - 23:00           | AT-X       | 日本全域 | 製作参加 / CS放送 / 字幕放送 / リピート放送あり |
|                               | 水曜 23:30 - 木曜 0:00       | TOKYO MX   | 東京都   |                                                 |
| 2022年10月6日 - 2023年2月16日 | 木曜 0:30 - 1:00（水曜深夜） | KBS京都    | 京都府   |                                                 |
|                               |                              | サンテレビ | 兵庫県   |                                                 |
|                               |                              | BS日テレ   | 日本全域 | 製作参加 / BS放送 / 『アニメにむちゅ〜』枠      |
| 2022年10月7日 - 2023年2月17日 | 金曜 2:35 - 3:05（木曜深夜） | テレビ愛知 | 愛知県   |                                                 |

| 配信開始日         | 配信時間                | 配信サイト |
| ------------------ | ----------------------- | --- |
| 2022年10月5日      | 水曜 23:00 更新         | ABEMA dアニメストア |
| 2022年10月12日以降 | 水曜 23:00 以降順次配信 | niconico Disney+ Netflix ひかりTV GYAO! FOD バンダイチャンネル Hulu TELASA J:COMオンデマンド milplus アニメ放題 Amazon Prime Video U-NEXT Rakuten TV DMM.com music.jp ビデオマーケット HAPPY!動画 クランクイン!ビデオ ムービーフルplus |

| 放送期間                 | 放送時間                     | 放送局     | 対象地域 | 備考                                            |
| ------------------------ | ---------------------------- | ---------- | -------- | ----------------------------------------------- |
| 2023年10月4日 - 12月20日 | 水曜 22:30 - 23:00           | AT-X       | 日本全域 | 製作参加 / CS放送 / 字幕放送 / リピート放送あり |
|                          | 水曜 23:30 - 木曜 0:00       | TOKYO MX   | 東京都   |                                                 |
| 2023年10月5日 - 12月21日 | 木曜 0:30 - 1:00（水曜深夜） | サンテレビ | 兵庫県   |                                                 |
|                          |                              | BS日テレ   | 日本全域 | 製作参加 / BS放送 / 『アニメにむちゅ〜』枠      |
|                          | 木曜 1:00 - 1:30（水曜深夜） | KBS京都    | 京都府   |                                                 |
|                          | 木曜 1:30 - 2:00（水曜深夜） | テレビ愛知 | 愛知県   |                                                 |

| 配信開始日     | 配信時間                | 配信サイト |
| -------------- | ----------------------- | --- |
| 2023年10月4日  | 水曜 23:00 更新         | ABEMA dアニメストア |
| 2023年10月11日 | 水曜 23:00 以降順次配信 | Lemino niconico（ニコニコ生放送／ニコニコチャンネル） Netflix Disney+ バンダイチャンネル Hulu TELASA J:COMオンデマンドメガパック milplus U-NEXT アニメ放題 Amazon Prime Video FOD DMM TV music.jp ビデオマーケット HAPPY!動画 クランクイン！ビデオ |

### BD / DVD
| 巻 | 発売日        | 収録話          | 規格品番   | 規格品番   |
| 巻 | 発売日        | 収録話          | BD         | DVD        |
| -- | ------------- | --------------- | ---------- | ---------- |
| 1  | 2023年1月25日 | 第1話 - 第5話   | ZMXZ-16261 | ZMBZ-16271 |
| 2  | 2023年2月22日 | 第6話 - 第10話  | ZMXZ-16262 | ZMBZ-16272 |
| 3  | 2023年3月24日 | 第11話 - 第15話 | ZMXZ-16263 | ZMBZ-16273 |
| 4  | 2023年4月26日 | 第16話 - 第20話 | ZMXZ-16264 | ZMBZ-16274 |

| 巻 | 発売日        | 収録話         | 規格品番   | 規格品番   |
| 巻 | 発売日        | 収録話         | BD         | DVD        |
| -- | ------------- | -------------- | ---------- | ---------- |
| 1  | 2024年1月24日 | 第1話 - 第4話  | ZMXZ-16981 | ZMBZ-16991 |
| 2  | 2024年2月28日 | 第5話 - 第8話  | ZMXZ-16982 | ZMBZ-16992 |
| 3  | 2024年3月27日 | 第9話 - 第12話 | ZMXZ-16983 | ZMBZ-16993 |

### ショートアニメ
スピンオフショートアニメ『かげじつ！』がテレビアニメ第4話本編終了よりYouTubeなどで配信された。AT-Xのみ14話から放送。2023年10月5日からは『かげじつ！せかんど』が配信された。
2023年10月31日にYouTube KADOKAWAanimeチャンネルで、『ぷれぷれぷれあです』×『かげじつ!』コラボアニメが配信された。本作と『オーバーロード』とのコラボアニメ。
- 原作・監修 - 逢沢大介[91][92]
- 監督・脚本・演出 - 芦名みのる[91][92]
- ぷちキャラクターデザイン・作画監督 - たけはらみのる[91][92]
- アニメーション制作 - スタジオぷYUKAI[91][92]
- 製作 - シャドウガーデン[91][92]

| 話数               | サブタイトル                         | 本編話     |
| かげじつ！         | かげじつ！                           | かげじつ！ |
| ------------------ | ------------------------------------ | ---------- |
| Operation.1        | 七陰は作戦を成功させたい！           | 第4話      |
| Operation.2        | 七陰は素敵な戦記を仕上げたい！       | 第5話      |
| Operation.3        | 七陰は美味しいチョコを作りたい！     | 第6話      |
| Operation.4        | 七陰は伝説のコーヒーを手に入れたい！ | 第7話      |
| Operation.5        | 七陰はアーティファクトを作りたい！   | 第8話      |
| Operation.6        | 七陰はかわいい下着を勧めたい！       | 第9話      |
| Operation.7        | 七陰はかわいい下着を選びたい！       | 第10話     |
| Operation.8        | 七陰は最高の湯につかりたい！         | 第11話     |
| Operation.9        | 七陰は仲良く接したい！               | 第12話     |
| Operation.10       | 七陰はすごい筋肉を手に入れたい！     | 第13話     |
| Operation.11       | 七陰はバブルの意味を理解したい！     | 第14話     |
| Operation.12       | 七陰は新たな味を作りたい！           | 第15話     |
| Operation.13       | 七陰は仲良しな姿を眺めたい！         | 第16話     |
| Operation.14       | 七陰はお褒めの言葉をいただきたい！   | 第17話     |
| Operation.15       | 七陰は愉快な曲を楽しみたい！         | 第18話     |
| Operation.16       | 七陰はすごい下着を身に着けたい！     | 第19話     |
| Operation.17       | 七陰はこの作戦を継続したい！         | 第20話     |
| かげじつ！せかんど |                                      |            |
| Operation.1        | 七陰はブランド力を強化したい！       | 第1話      |
| Operation.2        | 七陰はかわいい服を展開したい！       | 第2話      |
| Operation.3        | 七陰は新たな流行を作りたい！         | 第3話      |
| Operation.4        | 七陰はすごい紙幣を作りたい！         | 第4話      |
| Operation.5        | 七陰は活躍したら褒められたい！       | 第5話      |
| Operation.6        | 七陰は無法都市で狩りをしたい！       | 第6話      |
| Operation.7        | 七陰は信じた主に付いていきたい！     | 第7話      |
| Operation.8        | 七陰はたまにはクダを巻いたりしたい！ | 第8話      |
| Operation.9        | 七陰はちょっとは賢く見られたい！     | 第9話      |
| Operation.10       | 七陰は音楽にもっと触れ合いたい！     | 第10話     |
| Operation.11       | 七陰は成長をしっかり見せつけたい！   | 第11話     |
| Operation.12       | 七陰は何があっても揺るがない！       | 第12話     |

### Webラジオ
『ラジオでも陰の実力者になりたくて！』が音泉にて2022年10月11日より隔週火曜日に配信中。パーソナリティはシド・カゲノー / シャドウ役の山下誠一郎が担当する。

## 劇場アニメ
2023年12月21日、『劇場版 陰の実力者になりたくて！ 残響編』の制作が決定した。

## ゲーム
KADOKAWAとAimingがスマートフォンおよびPC用のオンラインゲーム『陰の実力者になりたくて！マスターオブガーデン』を2022年11月29日から配信開始。また、CRUNCHYROLL GAMESと英語版パブリッシングに関する業務提携を行い、全世界165か国を対象に配信。略称は「カゲマス」。AndApp版が2023年11月30日にプラットフォームに加わった。
繁体中国語版が台湾、香港とマカオにて、2023年10月5日より配信開始。発売元は台湾のソフトスター・エンタテイメント（星宇互娛）。
kancoが作画を担当するコミカライズ『陰の実力者になりたくて！マスターオブガーデン〜七陰列伝〜』が『コンプエース コミックコネクト』にて2024年5月から連載中。

## コラボレーション・タイアップ
モンスターストライク
2023年11月17日より開催。「シャドウ」「アルファ」「ベータ」などがコラボガチャに登場。
この素晴らしい世界に祝福を! ファンタスティックデイズ
2024年1月31日より開催。「シャドウ」がイベント報酬として、「アルファ」「ベータ」がコラボガチャに登場。
ホロライブプロダクション
『陰の実力者になりたくて！マスターオブガーデン』内にて2023年9月21日より開催。「桃鈴ねね」がガチャに登場。
2024年2月8日には「鷹嶺ルイ」がガチャに登場。
シャングリラ・フロンティア
『陰の実力者になりたくて！マスターオブガーデン』内にて2024年3月21日より開催。「サンラク」「アーサー・ペンシルゴン」「オイカッツォ」がガチャに登場。
炎炎ノ消防隊
『陰の実力者になりたくて！マスターオブガーデン』内にて2024年10月3日より開催。「森羅 日下部」「環 古達」「新門 紅丸」がガチャに登場。